# Sametová revoluce
Sametová revoluce (dobově také něžná revoluce, slovensky nežná revolúcia) bylo období politických změn v Československu mezi 17. listopadem a 29. prosincem 1989, které vedly k pádu komunistického režimu a přeměně politického zřízení na pluralitní demokracii, zatímco v oblasti hospodářství změny vedly k přeměně plánované ekonomiky na tržní. K podstatnému urychlení změn přispěly rozpad bývalého Východního bloku, ovládaného Sovětským svazem, a narůstající nespokojenost velké většiny obyvatelstva s ekonomickou a politickou situací v zemi.
Vyjma událostí ze 17. listopadu, kdy byli demonstranti napadeni jednotkou Veřejné bezpečnosti, nebyla revoluce provázena násilím a během státního převratu nebyl zmařen jediný život. Pro svůj nenásilný charakter se tato revoluce označuje jako „sametová“. Ačkoliv nebylo pro převzetí moci použito násilí, výsledkem byla hluboká celospolečenská změna.
Není zřejmé, kdo poprvé užil název „sametová revoluce“. Podle Petra Pitharta panuje shoda, že to byli nějací zahraniční novináři. Termín se pak začal využívat jako synonymum pro revoluce, u kterých je moc získána bez násilí. Využíval se například i pro revoluci v Gruzii, která se řadí mezi tzv. barevné revoluce a v roce 2003 vedla k pádu prezidenta Eduarda Ševardnadzeho.
Výročí začátku sametové revoluce 17. listopadu je v Česku připomínáno státním svátkem s názvem Den boje za svobodu a demokracii a Mezinárodní den studentstva, na Slovensku státním svátkem s názvem Den boje za svobodu a demokracii (slovensky Deň boja za slobodu a demokraciu).

## Pozadí

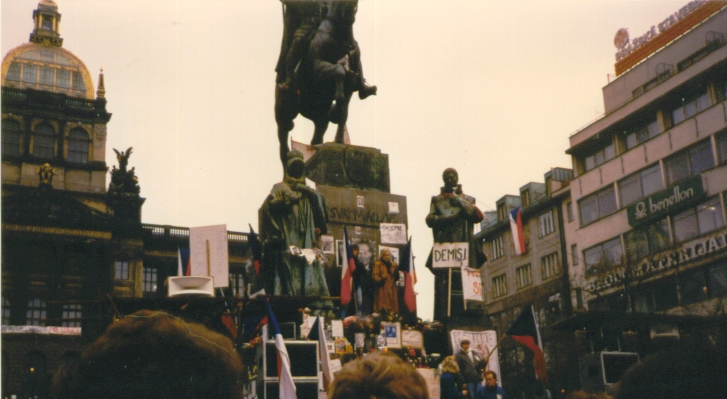
Tribuna u sochy sv. Václava

### Okolní státy

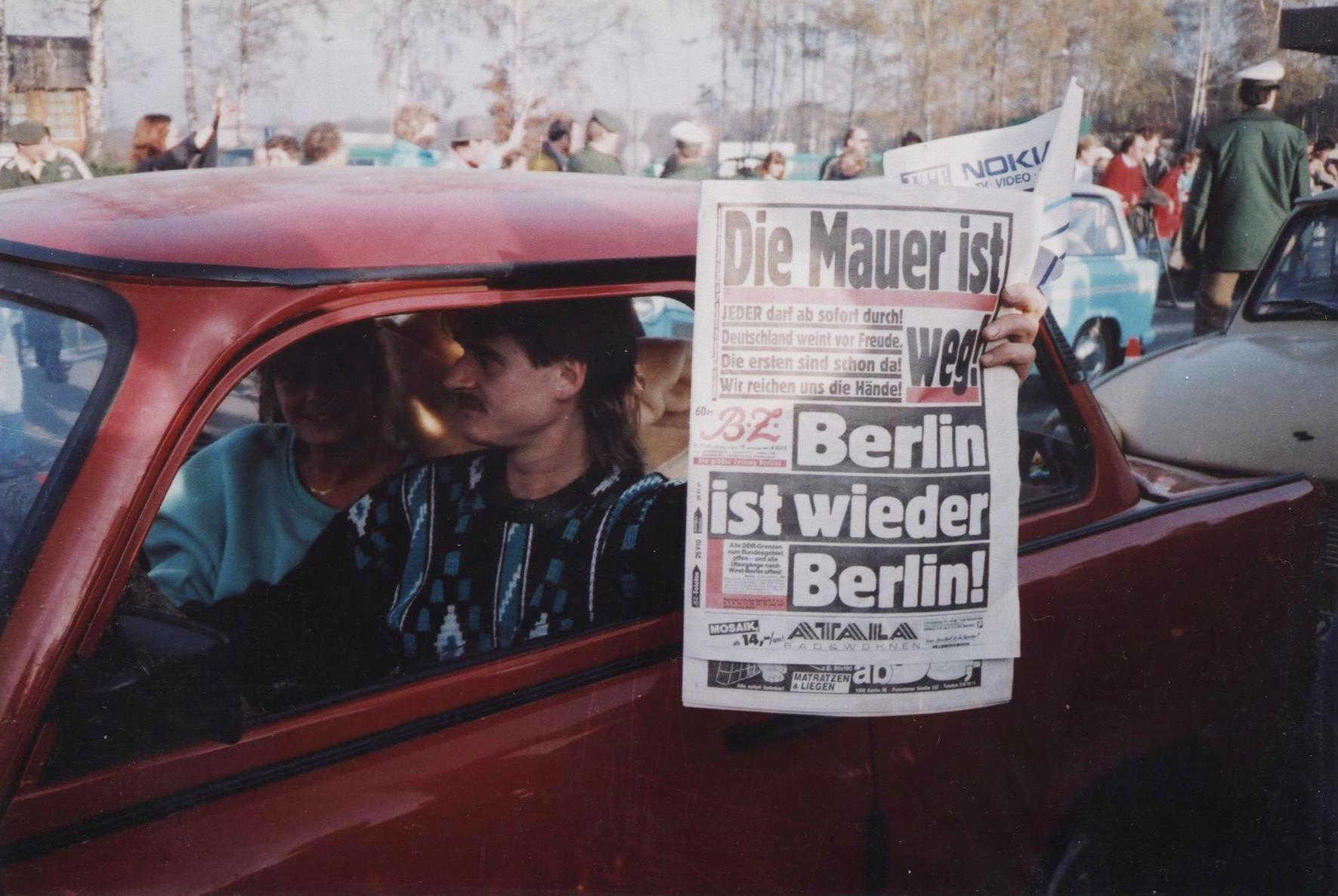
Sjednocení Berlína

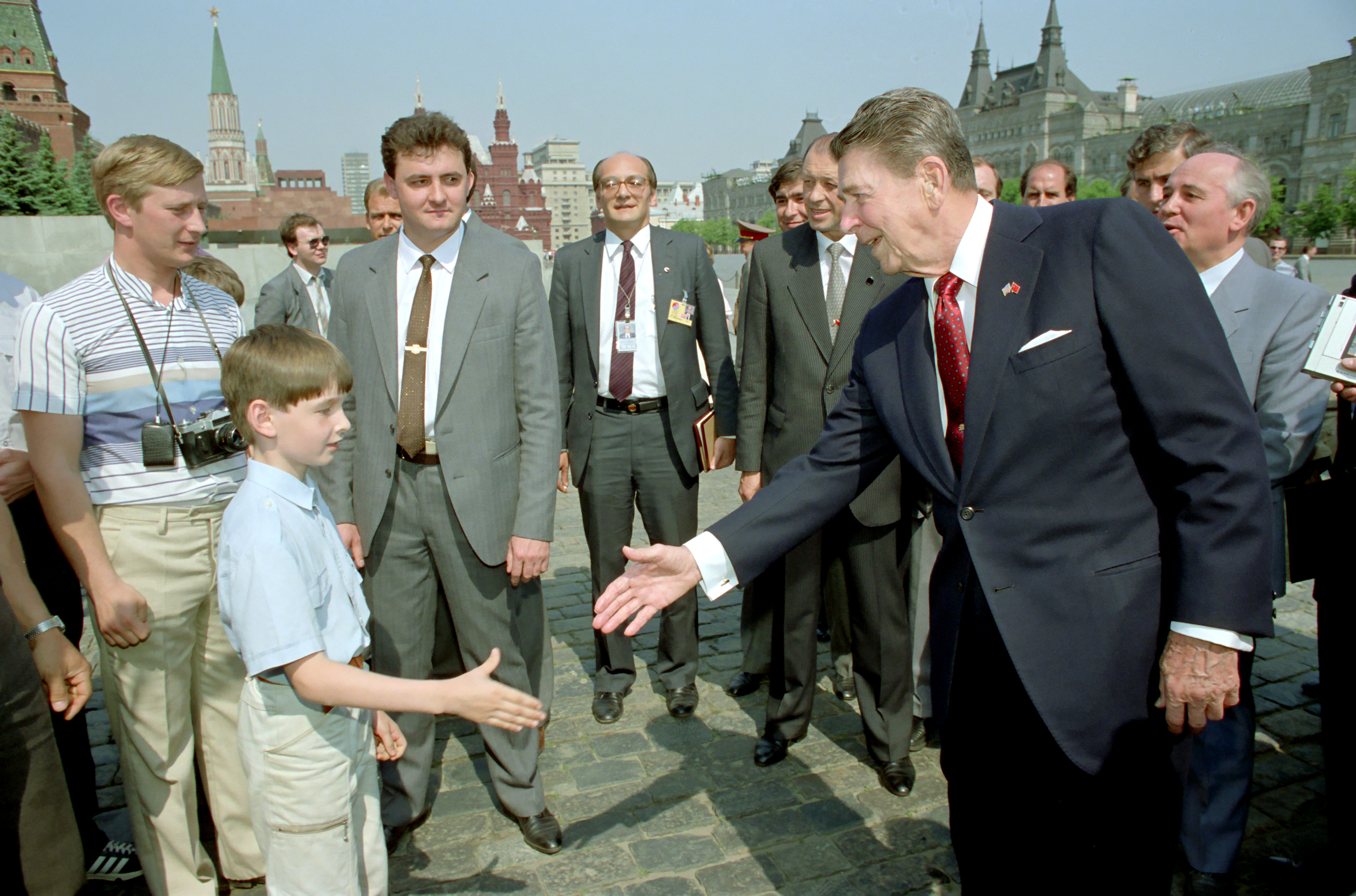
Americký prezident Reagan s Gorbačovem na Rudém náměstí v Moskvě 31. května 1988

V 80. letech 20. století se začínal hroutit Východní blok díky nespokojenosti občanů s politickým a ekonomickým vývojem jednotlivých států, což v Polsku v roce 1980 vyústilo v masové protesty v gdaňských loděnicích, které měly za následek vznik nezávislých odborů Solidarita, jehož členy bylo v roce 1981 okolo 10 milionů Poláků. V roce 1989 došlo po dalších nátlacích a protestech proti vládě k legalizaci Solidarity a k částečným svobodným volbám, které drtivě vyhráli nekomunističtí zástupci, čímž se odstartoval dominový efekt pádů komunistických režimů ve střední Evropě. Po pádu komunismu v Polsku následovaly další pády komunistických režimů v Maďarsku, Rumunsku a ve Východním Německu.
K pádu železné opony přispěl nástup Michaila Gorbačova do čela Sovětského svazu v roce 1985, který, inspirován i Pražským jarem 1968, zahájil dalekosáhlé politické a ekonomické reformy, které se označovaly hesly perestrojka (přestavba) a glasnosť (otevřenost). Gorbačov usiloval o zlepšení vztahů se Západem a přestal zasahovat do politiky východoevropských satelitů. Podle historika Michala Stehlíka „Českoslovenští komunisté byli navyklí dostávat příkazy z Moskvy, Gorbačov se toho přístupu postupně zbavil a nechal rozhodování na jednotlivých státech. V Československu nastala bezradnost.“ V roce 1988 Gorbačov veřejně odmítl Brežněvovu doktrínu, čímž dal najevo, že Sovětský svaz nebude do dění ve státech východního bloku nijak zasahovat. Během událostí listopadu a prosince 1989 dostali sovětští vojáci v Československu od Gorbačova příkaz zůstat v kasárnách a do dění v Československu nijak nezasahovat. Zároveň velitel sovětských vojsk Eduard Vorobjov měl zabránit případnému násilnému zásahu Československé lidové armády proti demonstrantům.

### Československo
Československo se po druhé světové válce dostalo do východního směru vlivu spadající pod nadvládu Sovětského svazu. Původní představy o demokratickém pokračování státního zřízení se původně zdály opodstatněné. V roce 1946 se v Československu konaly volby, které vyhrála Komunistická strana Československa (KSČ) se ziskem 36 % hlasů. O dva roky později představy demokratického vývoje vzaly za své, když v roce 1948 komunisté uchvátili moc za pomoci státního převratu (komunistickou stranou nazývaného jako Vítězný únor). Následující roky došlo k upevnění moci a k vykonstruovaným politickým procesům proti politickým oponentům. Společnost byla zastrašována za pomoci stalinistických praktik. Uplatňován byl model centrálně plánovaného hospodářství, nikoliv tržního hospodářství, tedy o tom, co se má vyrobit a v jakém množství, v podstatě rozhodovala strana a vláda, přesněji řečeno k tomu určené státní instituce (typicky plánovací komise, cenový úřad, odvětvová ministerstva) prostřednictvím plánů (tzv. pětiletky), nikoliv trh.
Změna poměrů nastala v 60. letech 20. století, kdy došlo k částečnému uvolnění poměrů, které vyústily v pražské jaro. Období, kdy na krátko došlo k odklonu od tvrdé linie komunismu, objevila se snaha vnést do společnosti prvky demokratického vývoje, oproštění se od minulosti, odsouzení politických procesů a otevření se Západu (tzv. socialismus s lidskou tváří). Tyto snahy byly ukončeny vojenskou intervencí vojsk Varšavské dohody, která se odehrála v srpnu roku 1968. V následujících letech byl opět navrácen tvrdý komunistický směr který se označuje jako období normalizace a který byl typický pro většinu období 70. let 20. století. V komunistické straně proběhly rozsáhlé čistky. Každý třetí člen strany byl vyloučen, což odpovídalo přibližně 500 000 lidem, Alexander Dubček byl odsunut do Bratislavy na post ředitele lesního podniku. Současně docházelo k vyloučení nepohodlných lidí z veřejného života, škol, či kulturních organizací.
Ekonomická situace v Československu byla – oproti Polsku či Rumunsku – poměrně dobrá, což zajišťovalo jistou míru blahobytu a tedy stabilitu režimu. Ačkoliv životní úroveň zaostávala za zeměmi západní Evropy, ekonomické potíže nedoléhaly na obyvatelstvo tak silně a nenutily československé dělnictvo k masovým výstupům proti režimu a spojení se s inteligencí. Opozice vůči moci se tak stále udržovala především kolem malé skupiny intelektuálů spojených s Chartou 77 v čele s Václavem Havlem.
V 80. letech docházelo v Československu k postupnému uvolňování poměrů, které umožnily aktivnější vystupování opozice a kritiků režimu. I přes uvolňování poměrů byla situace v Československu zdánlivě stabilizovaná a pevně v rukou vůdců Gustáva Husáka a Miloše Jakeše. Většina tehdejších znalců východní Evropy nepředpokládala, že by mohl československý režim v listopadu 1989 padnout. Ve skutečnosti ale mezi vládnoucími silami (které již postrádaly podporu z Moskvy) probíhal skrytý boj o moc. Zároveň s uvolňováním informační blokády mezi Východem a Západem na konci osmdesátých let bylo občanům umožněno srovnávat reálnou životní úroveň v obou blocích, což podněcovalo rostoucí nespokojenost.
Vztahy s USA a Izraelem se začaly měnit počátkem roku 1989, s oteplováním vazeb a pořádáním schůzek a jednání o různých otevřených otázkách. Všechny zúčastněné strany měly strategický zájem na zlepšení vazeb, a zacházení s Židy, židovským dědictvím a pamětí holocaustu bylo jedním z bodu sblížení.

## Předehry
V širší společnosti Československa, uzavřené vůči okolnímu světu a jeho dění, se v letech 1988–89 uskutečnilo několik do té doby nemyslitelných protivládních demonstrací. Dne 25. března 1988 proběhla tzv. Svíčková demonstrace v Bratislavě. Tentýž rok proběhly demonstrace v Praze: 21. srpna (20. výročí okupace Československa), 28. října (70. výročí vyhlášení samostatného Československa) a 10. prosince (40. výročí vyhlášení Všeobecné deklarace lidských práv) na Škroupově náměstí na Žižkově. Poslední jmenovaná demonstrace byla režimem povolená. Významná událost se stala dne 16. prosince, kdy v 16:00 bylo ukončeno rušení zahraničních rozhlasů na území Československa.

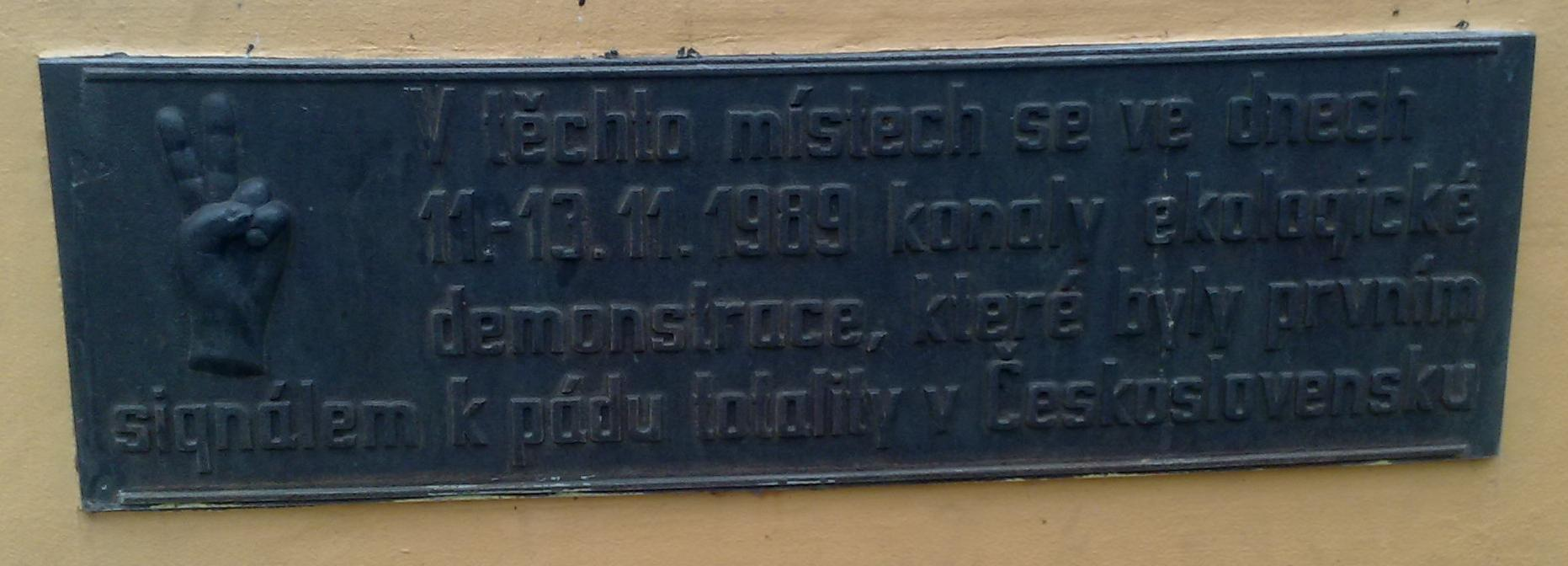
Detail na pamětní desku v Teplicích, na kašně na Benešově náměstí, kde proběhly ekologické demonstrace proti špatnému stavu ovzduší. Symbol '✌' je s celou sametovou revolucí dodnes spjat.

Mezi 15.–20. lednem 1989 proběhla série demonstrací u příležitosti 20. výročí úmrtí Jana Palacha, zejména na Václavském náměstí v Praze. Demonstrace byly policií a lidovými milicemi potlačeny s dosud nevídanou brutalitou (použity byly mimo jiné i vodní děla a slzný plyn) a čelní představitelé opozice (např. Václav Havel) byli uvězněni. Pro tyto události se později vžil název Palachův týden. V reakci na postup režimu během Palachova týdne vznikla petiční akce Několik vět. V petiční akci se do 29. června shromáždilo na 40 000 podpisů.
Další potlačené demonstrace se konaly 21. srpna a 28. října 1989. O několik dní později se protesty přesunuly do Teplic, kde během dní 10., 11. a 14. listopadu 1989 došlo k řadě ekologických demonstrací. Jen den před 17. listopadem proběhla studentská demonstrace v Bratislavě.
14. října se v pražském Savarinu sešel tzv. Obrodný proud v Československé straně lidové, ve kterém 73 delegátů z regionů podepsalo deklaraci Obrodného proudu v Československé straně lidové požadující demokratizaci strany a její návrat ke křesťanským základům.

Významnou událostí také bylo svatořečení Anežky České dne 12. listopadu v Římě za účasti tisíců českých poutníků; obřad přímo přenášela Československá televize.
Již počátkem ledna 1989 údajně Pavel Tigrid zjišťoval názory na to, že by byl Václav Havel prezidentem. Sám Havel v roce 2009 uvedl, „jak i zástupci státní moci věděli už před listopadem, že je s režimem ámen: Sebrali mě estébáci, tak, jak nám to obvykle o svátcích dělali, abysme 'nezlobili'. Seděl jsem se dvěma z nich v autě. A jeden se mě ptá: 'Tak co, pane Havel. Kdy to praskne?'.“
Valtr Komárek v rozhovoru pro MF Dnes v roce 2004 vzpomínal: "Na konci října (pozn. myšleno roku 1989) jsem byl v Moskvě přijat na ÚV KSSS, kde jsme debatovali o přechodu moci v Československu. Upozorňovali mě, že budou pokusy o stanné právo, o vojenský zásah, že oni ale udělají všechno pro to, aby to tu proběhlo poklidně. Věděli jsme, že se už něco stane, i když bylo možné, že se to přesune do prvních dnů prosince 1989. Ale to výročí 17. listopadu bylo magické a bylo zjevné, že to vyvolá mnohem větší protesty než obvykle. Ne že bychom to jako prognostici předpověděli na hodinu, ale věděli jsme, že dohoda mezi Bushem a Gorbačovem je přijatá a že se ten problém musí u nás dořešit." 

## Přípravy demonstrace 17. listopadu

### Příprava studentských organizací
V říjnu 1989 naplánovala organizace Nezávislé studentské sdružení STUHA na 17. listopad 1989 vzpomínkovou akci k 50. výročí uzavření českých vysokých škol nacisty dne 17. listopadu 1939 v reakci na podzimní studentské demonstrace proti německé okupaci. Akce se měla odehrát na pražském Albertově. Oficiálním účelem mělo být uctění památky Jana Opletala, avšak radikálnější části studentů mínili využít této akce k vyjádření nespokojenosti se současnou společenskou situací a k volání po změně.
K organizaci pietní akce se připojila i pražská organizace Socialistického svazu mládeže (SSM). Aby mohla být akce oficiálně povolena, museli se organizátoři vzdát původně zamýšleného plánu na pochod do centra města. Místo toho měla demonstrace zamířit opačným směrem, na Vyšehrad. Tato podoba demonstrace byla nakonec ústředním výborem KSČ a následně i obvodním národním výborem schválena.
Organizátoři demonstrace zatím vyzývali zúčastněné, aby si na manifestaci přinesli květiny.
Na přípravě a průběhu demonstrace se na žádost studentů nepodílely žádné disidentské organizace, aby představitelé moci nedostali důvod k zakázání či potlačení demonstrace. Většina disidentů se demonstrace nezúčastnila, neboť byla organizována SSM. Značný podíl měly ale děti disidentů Marek Benda, Jiří Dienstbier, Jan Dus, kteří společně se Šimonem Pánkem měli rozhodný vliv v nasměrování průvodu do středu města po nábřeží, což se posléze stalo roznětkou revoluce.

### Přípravy mocenských a bezpečnostních složek
Oficiální Závěrečná zpráva vyšetřovací komise Federálního shromáždění pro objasnění událostí 17. listopadu 1989 konstatovala, že:
[…] nebyla prokázána jediná skutečnost, která by svědčila o tom, že by některá skupina ve straně […] podnikla jakýkoliv konkrétní krok vedoucí ke změně společenského vývoje.
Někteří představitelé mocenských složek ve skutečnosti měli z chystané akce značné obavy. Avšak jelikož se mělo jednat o povolenou pietní akci spoluorganizovanou SSM, nebylo ji možné z politických důvodu tak snadno zrušit.
Bezpečnostní schůzka ministra vnitra Františka Kincla s generálním tajemníkem KSČ Jakešem a s krajským tajemníkem Štěpánem měla za následek závěr, že pořádkové služby mají udržet klid a pořádek, ale nemají proti demonstrujícím zasahovat silou.

## Od 17. listopadu

### Pátek 17. listopadu

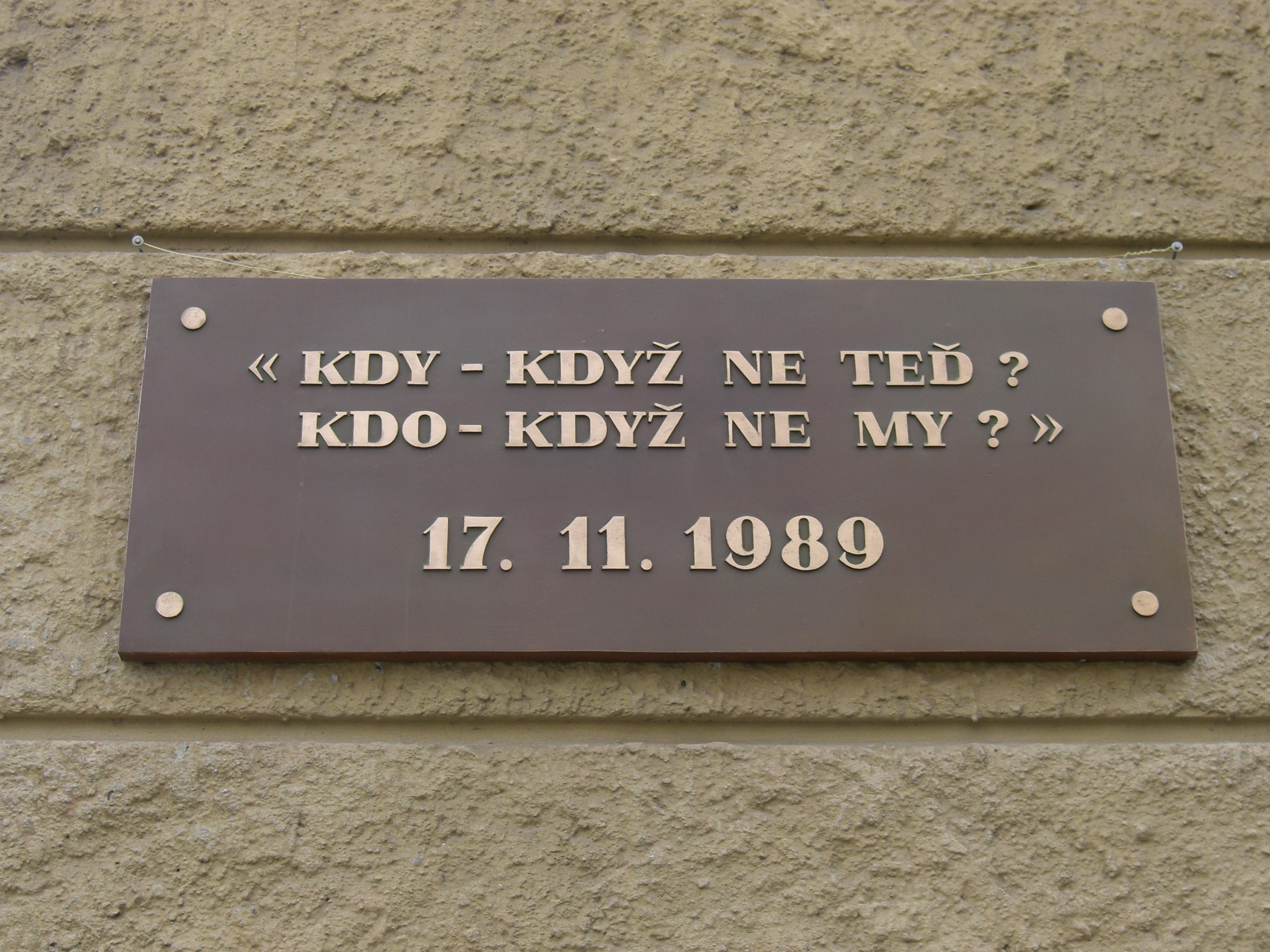
Pamětní deska na Albertově

Od 8:00 byla dle rozkazu ministra vnitra Františka Kincla vyhlášena mimořádná bezpečnostní akce, která měla udržet toho dne pořádek.
V pátek 17. listopadu se na pražském Albertově sešli studenti pražských vysokých škol. V 15.40 se na Albertově nacházelo přibližně 500 až 600 lidí, ale jejich počet poměrně rychle narůstal nově příchozími. Manifestace začala v 16.00 zpěvem písně Gaudeamus igitur a projevem Martina Klímy z uskupení Nezávislých studentů. Státní bezpečnost odhadovala počet účastníků až na 15 000 lidí, ale další zdroj hovoří o davu až 50 000 lidí. V 16.40 byla tato část manifestace ukončena a pořadatelé vyzvali k pochodu na Vyšehrad ke hrobu Karla Hynka Máchy. Část lidí chtěla ale směřovat na Václavské náměstí, kam měli původně demonstrující dojít, jak hlásal leták vytištěný k manifestaci. Mezi odhodlanými byl i poručík Státní bezpečnosti (StB) Ludvík Zifčák, který byl později pokládán za mrtvého studenta Martina Šmída. Na Vyšehrad postupně dorazil dav přibližně 10 000 lidí, kteří zcela zaplnili prostranství před kostelem. V 18.15 byla demonstrace oficiálně ukončena.
Od samého začátku demonstrace docházelo ke skandování protikomunistických hesel (např. "Masaryka na stovku" či "Jakeše do koše"). Krajský tajemník KSČ Štěpán se u velitelů Sboru národní bezpečnosti (SNB) dožadoval rozehnání demonstrace, ti mu nevyhověli, neboť se drželi rozkazu z ministerstva vnitra "nezasahovat". Po skončení oficiální části demonstrace se dav neplánovaně vydal do centra města. Přibližně 5 000 lidí pokračovalo směrem na Karlovo náměstí. Ve snaze zastavit pochod přehradily bezpečnostní složky Vyšehradskou ulici, ale zadní část davu tlačila na předek, čímž došlo k nárůstu paniky a tlaku a policejní kordon byl protržen. Zablokování přístupu do centra zabránily až přivolané posily.
Zadní část průvodu se potom opět dala do pohybu a přes Plaveckou ulici pokračovala v pochodu po nábřeží Vltavy až k Národnímu divadlu. Velikost davu se odhaduje na 5 až 10 tisíc lidí. Složky Sboru národní bezpečnosti měly rozkaz zabránit průvodu cestě na Hrad či na Václavské náměstí. Přibližně v 19.12 přišel rozkaz, že se má dav na vhodném místě zablokovat. Policejní kordon zatarasil Most 1. máje, čímž zabránil davu odbočit směrem na Pražský hrad, demonstrující zahnuli na Národní třídu a za zpěvu písně "Ach synku, synku" pokračovali směrem na Václavské náměstí. V čele průvodu mohlo jít několik příslušníků Správy sledování StB. V 19.25 byla kordonem přehrazena Národní třída v prostoru Perštýna. Když bylo čelo demonstrace zastaveno, účastníci si sedli na zem před pořádkové jednotky. Dívky začaly spontánně zasunovat za štíty příslušníků pohotovostního pluku květiny. Jelikož se policejní velitelé obávali opakování předchozí situace z Vyšehradské ulice, kdy dav uzávěru obešel, došlo o čtvrt hodiny později k uzavření ulic Mikulandské a Voršilské, a k zablokování ústupu Národní třídou zpět směrem k Národnímu divadlu. Přibližně 10 000 demonstrantů tak bylo uzavřeno mezi dva policejní kordony. Demonstrující pokračovali v pokojné a nenásilné demonstraci za provolávání hesel jako Máme holé ruce. V této části demonstrace byl ještě demonstrantům umožňován jednotlivě volný odchod.
Přibližně ve čtvrt na devět došlo ke změně situace, kdy již nebylo možné obklíčení opustit a policejní kordon postupující směrem od Národního divadla začal prostor zahušťovat. Pohotovostní pluk veřejné bezpečnosti a Odbor zvláštního určení (tzv. červené barety) následně začaly demonstrující surově bít obušky. Třebaže byli účastníci demonstrace vyzývání k rozchodu, jediné únikové cesty vedly skrz tzv. "uličky", kde byli demonstranti brutálně biti. Do 21.20 byla tímto způsobem demonstrace násilně rozptýlena; někteří účastníci byli následně zatčeni a naloženi do připravených autobusů. I po rozehnání demonstrace docházelo ze strany pořádkových jednotek k napadání jednotlivců či skupinek přihlížejících.
Nezávislá lékařská komise později uvedla, že 568 lidí bylo během zásahu zraněno. Část studentů, kterým se podařilo z místa utéci, zamířila do divadel, kde hovořila s herci (např. s Jaromírem Hanzlíkem, Jiřím Lábusem, Miroslavem Krobotem) o policejním zásahu na Národní třídě a projednávání vyhlášení stávky na podporu studentů. Poprvé se zde objevila zpráva o možných mrtvých lidech z řad demonstrujících.

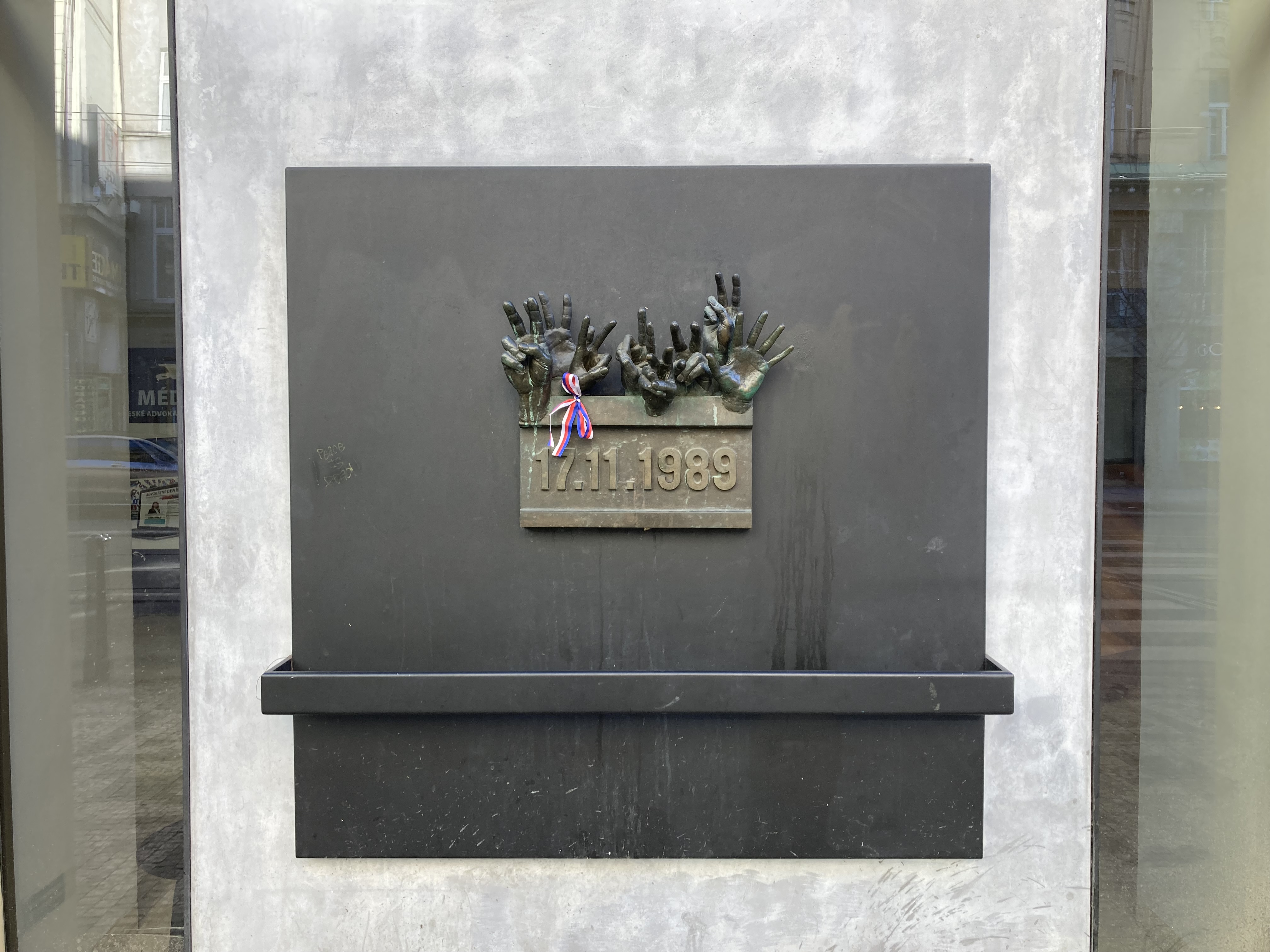
Pamětní deska na Národní třídě

### Sobota 18. listopadu
Mezi lidmi se 18. listopadu začala šířit informace o tvrdém zásahu bezpečnostních složek proti studentům, což vedlo k aktivizaci občanů, kteří vyjadřovali podporu studentům a nesouhlas s tvrdým zásahem. Po události předchozího dne se v divadlech a na vysokých školách začaly organizovat stávkové výbory požadující vyšetření a potrestání osob zodpovědných za tvrdý zásah. V Realistickém divadle v Praze byla navržena týdenní stávka na podporu studentstva, čímž se herci přidali ke studentům, kteří již týdenní stávku zahájili. Herci a studenti požadovali důsledné vyšetření večerního zásahu, zveřejnění informací o jeho průběhu, jména odpovědných osob, jejich vyšetření a případné potrestání.
Proti režimu se začali vyjadřovat i mnozí členové komunistické strany. Představitelé opozice naproti tomu zprvu významnou aktivitu nevyvíjeli.

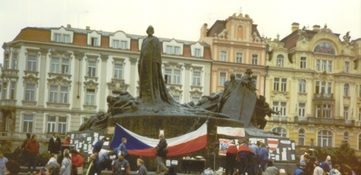
Demonstrace na Staroměstském náměstí v Praze

Představitelé komunistické strany a SNB nejprve nebyli o rozsahu a důsledcích zásahu úplně informováni a událostem na Národní třídě v Praze nepřikládali velkou váhu.
Již 17. listopadu večer po zásahu se začala mezi demonstrujícími šířit fáma o tom, že při zásahu údajně zemřel student Martin Šmíd. Tuto fámu si vymyslela vrátná vysokoškolských kolejí v Troji Drahomíra Dražská, když v nemocnici čekala na ošetření. Ona sama byla při zásahu lehce zraněná.  Jak sama uvedla v rozhovoru ke 20. výročí sametové revoluce, udělala to prý jen ze vzteku a bezmoci, a nesledovala tím žádné politické cíle.
Odpoledne 18. listopadu se Drahomíra Dražská setkala s manželkou Petra Uhla. Tak se zpráva dostala do zahraničního vysílání rádia Svobodná Evropa. Zveřejnění této zprávy mělo za následek radikalizaci převážně mimopražských studentů a celé společnosti. Později po revoluci se objevily zprávy, že celá kauza byla vykonstruována agenty StB a že údajný mrtvý byl člen StB poručík Ludvík Zifčák.
Podle zprávy parlamentní vyšetřovací komise skutečně Zifčák po zákroku VB ležel na zemi, avšak jeho bezvědomí nebylo předstírané, neboť v průběhu zákroku – pravděpodobně v důsledku psychického vypětí – omdlel. Mnozí studenti a i Dražská sama viděla bezvládné tělo, jeho odnášení do sanitky a její odjezd, toto "rychlé zametení stop" spolu se vztekem a bezmocí dalo vzniknout fámě.
Přes víkend chodili lidé zapalovat svíčky na Národní třídu, aby uctili jeho památku i ostatních lidí, kteří byli během zásahu zraněni. Veřejná bezpečnost nijak nezasáhla.
V noci z 18. na 19. listopadu vydal genpor. Alojz Lorenc (náměstek ministra vnitra) rozkaz, podle kterého nemají složky StB nijak zasahovat do situace. Tento rozkaz později odůvodnil tím, že nechtěl více pobouřit občany.

### Neděle 19. listopadu

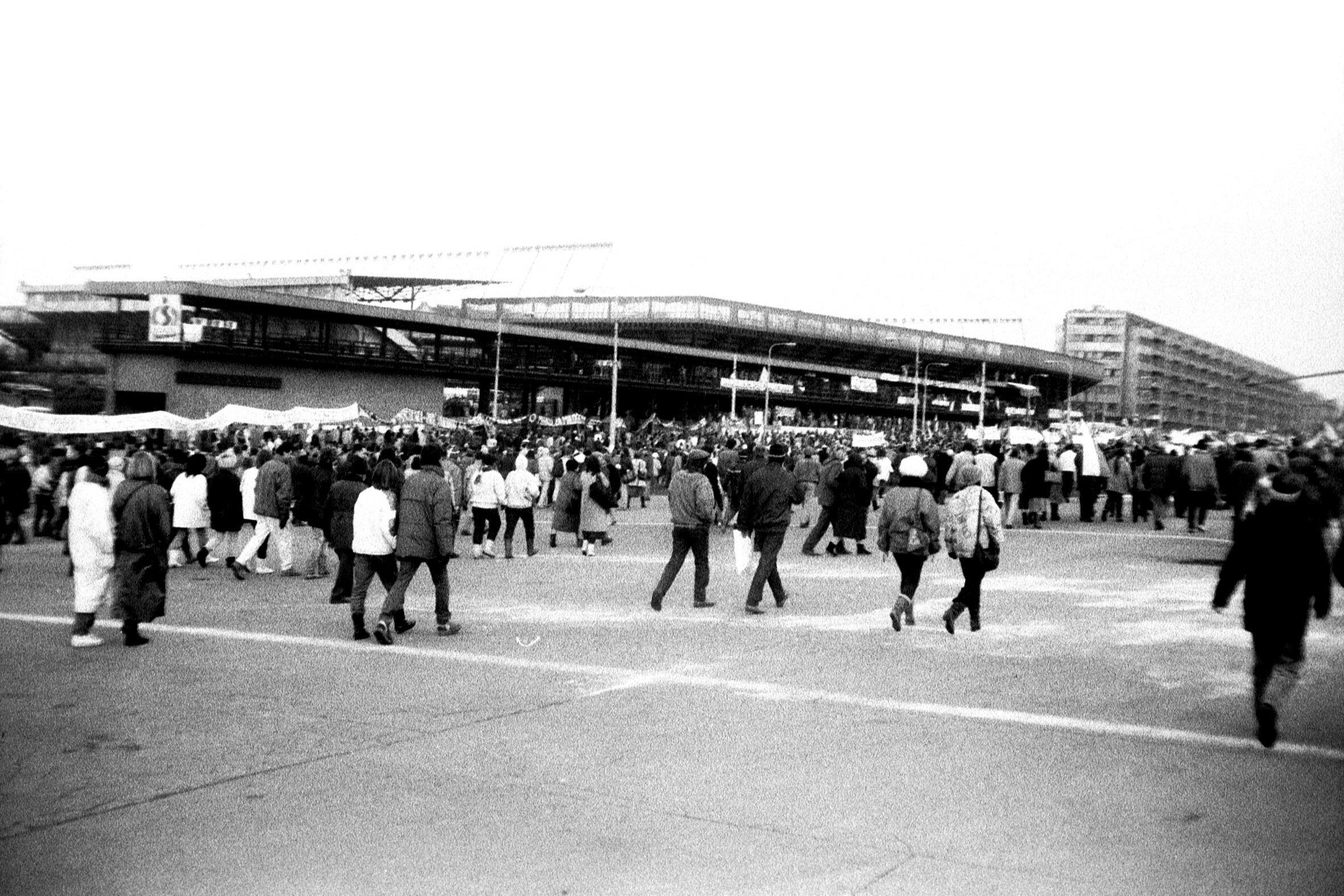
Pražská Letná, ulice Obránců míru (dnes Milady Horákové), dav lidí na Letenské pláni (V pozadí stadion Sparty).

V reakci na odpor, který ve společnosti vyvolal brutální zásah policejních jednotek, se na popud Václava Havla sešli v pražském Činoherním klubu představitelé různých skupin opozice, aby se dohodli na společném postupu. Ve večerních hodinách byla založena společná platforma, která dostala název Občanské fórum. Vedle toho v noci z 18. na 19. listopadu jednali zástupci iniciativy Most s premiérem Ladislavem Adamcem.
Občanské fórum vyjádřilo nespokojenost s vládnoucími strukturami státu, požadovalo odstoupení zkorumpovaných politiků a propuštění politických vězňů. Současně vyjádřilo podporu plánované generální stávce, která měla proběhnout 27. listopadu. Na Slovensku v Bratislavě vznikla téhož dne Verejnosť proti násiliu v čele s Milanem Kňažkem, která se později nezapojovala do procesu přebírání státní moci jako Občanské fórum, čímž se dostala částečně do pozadí během revoluce.
V 16.00 byl kvůli fámě o zabití studenta zatčen a obviněn Petr Uhl. Začalo rozsáhlé vyšetřování, jak a kdy se zpráva o úmrtí studenta objevila a kdo stál za jejím šířením. Petr Uhl již nejspíše tušil den předtím, že se jedná o fámu, ale zpráva byla převzata zahraničními agenturami, a tak se nadále šířila. Dne 19. listopadu ve večerních hodinách bylo skrz ministryni školství vydáno prohlášení, že student Martin Šmíd byl objeven živý. Ministryně se tak snažila dementovat zprávu o jeho údajné smrti. Objeveni byli dokonce dva studenti se stejným jménem, oba studovali druhý ročník. Československá televize ve večerním vysílání odvysílala rozhovor s oběma studenty. Záznam však byl natočen na posteli, před anonymní bílou stěnou připomínající nemocnici. Navíc byl natočen z třesoucí se ruky a s vypadávajícími barvami, kvalitou připomínal pirátské videokazety. Snad proto byl považován za podvrh a nikdo tomuto dementování zprávy o mrtvém studentovi nevěřil.
Během dne se na Karlově náměstí v Praze konala smuteční akce za údajně ubitého studenta Martina Šmída. Na Václavském náměstí se v podvečer sešel dav lidí, který se vydal směrem k Národní třídě a přes most na Hrad. Na mostě 1. máje byl však pořádkovými silami zastaven.

### Pondělí 20. listopadu

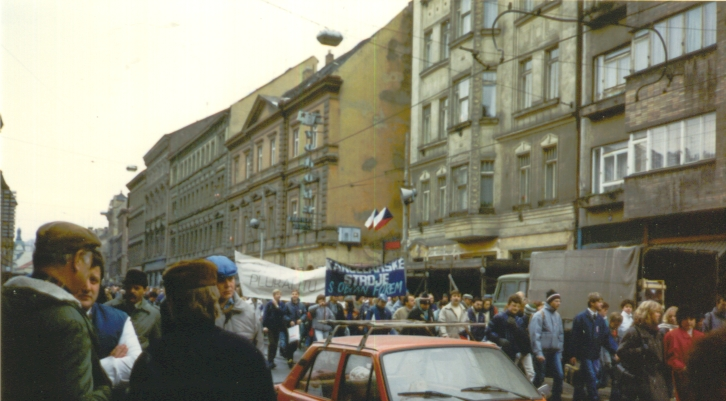
Demonstrační průvod v pražské ulici S. M. Kirova (dnes Štefánikova) na úrovni Arbesova náměstí

Od pondělí 20. listopadu se podařilo na většině pražských vysokých škol vyhlásit stávku. Obě národní vlády i federální vláda ČSSR vyjádřily souhlas s policejním zákrokem na Národní třídě a odmítly vyjednávat s demonstranty za situace, kdy je na ně skrze stávky vytvářen nátlak. Od 20. listopadu se každý den konaly pokojné demonstrace na mnoha místech republiky. Největší demonstrace probíhaly na Václavském náměstí, kde se již v pondělí 20. listopadu sešlo okolo čtyř hodin odpoledne až 100 000 lidí (dle jiných zdrojů až 150 000 lidí), ale také v Brně, kde se jich zúčastnilo až 40 000 lidí.

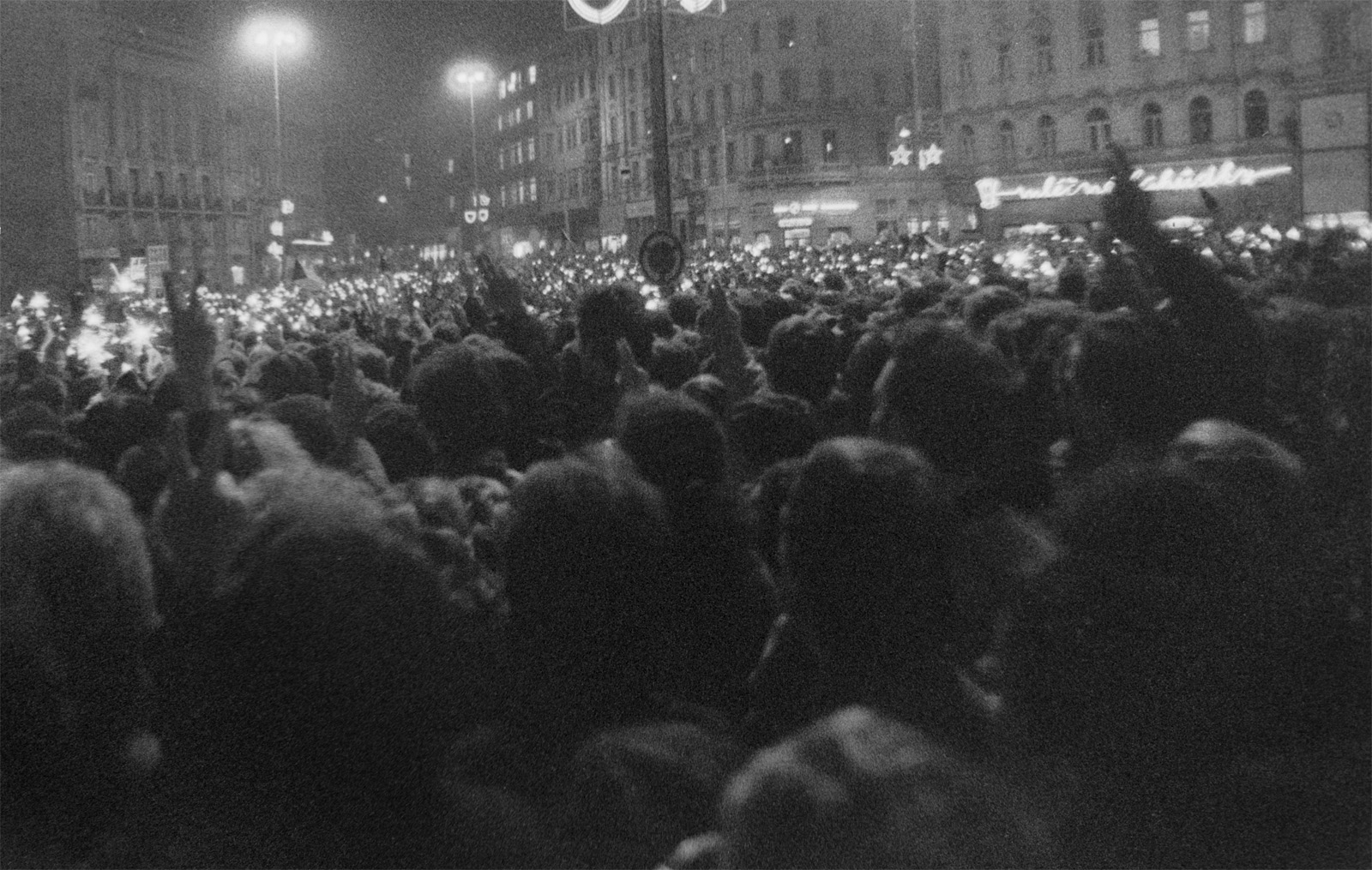
Brněnské náměstí Svobody 20.11.1989

V této fázi již bylo pro režim složité zastavit demonstrace obyvatelstva, které se svým rozsahem zcela vymkly předchozím demonstracím proti vládě. Politické špičky režimu se přes víkend o vývoj situace údajně příliš nestaraly a v pondělí již bylo k úspěšným protikrokům na situaci pozdě. Člen předsednictva ÚV KSČ Jan Fojtík údajně k situaci v pondělí prohlásil „Tak to je konec! To už žádnou naší kontrademonstrací nepřebijem.“ V tento den začaly vycházet první tištěné necenzurované oficiální noviny Svobodné slovo spadající pod Československou stranu socialistickou.
Delegace Občanského fóra se dopoledne setkala s předsedou federální vlády ČSSR Adamcem, což bylo umožněno díky aktivitě iniciativy Most.

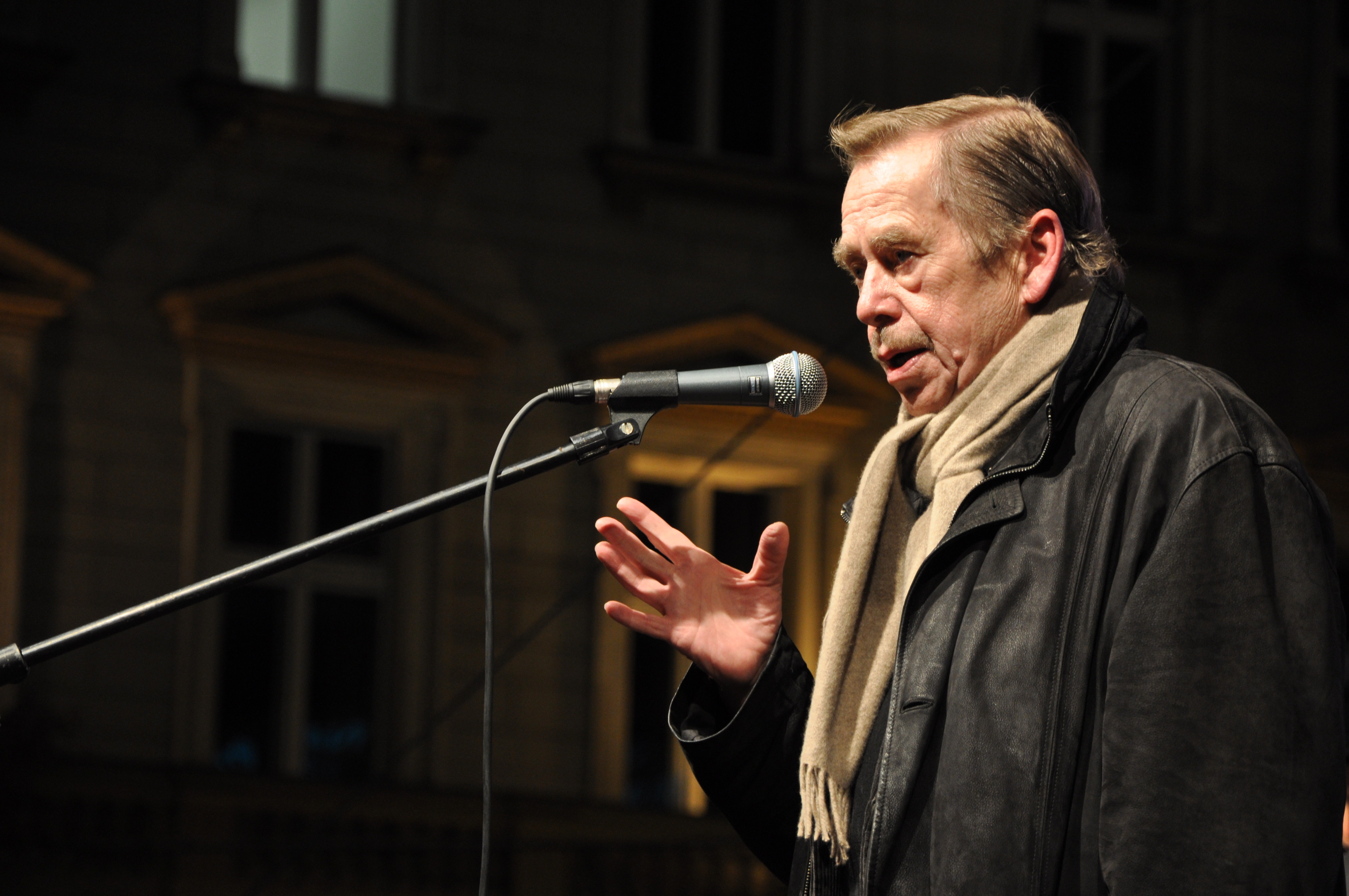
Václav Havel – jedna z ústředních postav Občanského fóra (fotografie z oslav 20. výročí sametové revoluce 17. listopadu 2009)

### Úterý 21. listopadu
Stávka se rozšířila i na většinu zbývajících škol (včetně území Slovenska), takže od 21. listopadu vystupovaly jednotně. Václavské náměstí, kde se na pokračující demonstraci shromáždilo až 200 000 lidí, se stalo současně místem, kde se konala první manifestace Občanského fóra. Z balkonu paláce Hvězda, sídla nakladatelství Melantrich, zde promluvil poprvé před diváky spisovatel Václav Havel. Vystoupení moderoval disident Václav Malý a vystoupila na něm i Marta Kubišová. Na svém prvním masovém veřejném vystoupení po 20 letech zazpívala píseň „Modlitba pro Martu“ a československou hymnu. Demonstrace se již zcela rozšířily po celé republice. Symbolem těchto dní se staly klíče a jejich cinkot.
Současně na ministerstvu národní obrany ČSSR zasedalo vedení, které se rozhodovalo o nasazení vojska proti demonstrantům.
Vedení vlády si uvědomovalo závažnost situace, a tak se uskutečnila schůzka zástupců veřejnosti s předsedou československé vlády Ladislavem Adamcem. Ten však odmítl jednat s Václavem Havlem a schůzka se tak konala bez jeho přítomnosti. Václava Havla na schůzce zastupoval Jan Ruml. Téhož dne Miloš Jakeš vystupoval v televizi s projevem, že tvrdá linie socialistického rozvoje státu nebude opuštěna.
V noci z 21. na 22. listopadu se na území Prahy přesunovaly značné pořádkové posily z řad Lidových milic. Mělo se jednat až o 4 000 milicionářů. Po revoluci se objevil spor o to, kdo milice do Prahy povolal. Miloš Jakeš odmítal nést za jejich příjezd odpovědnost, což ale vyvracel bývalý náčelník hlavního štábu Lidových milic Miroslav Novák.
Kardinál Tomášek po návratu z Říma, kde pobýval okolo svatořečení Anežky České, vydal prohlášení „Všemu lidu Československa“, kterým podpořil revoluci a demokratické změny.

### Středa 22. listopadu

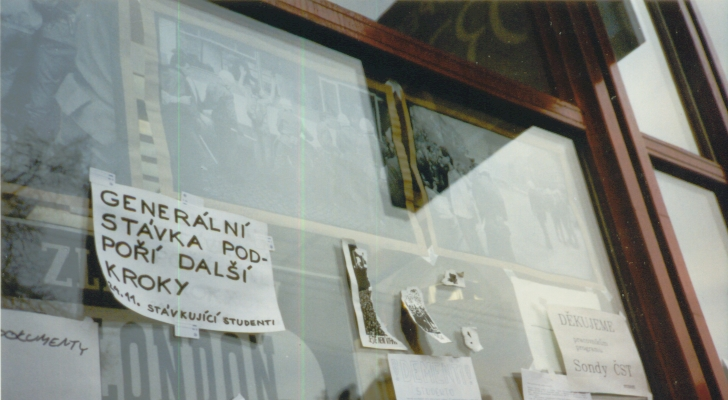
Výzvy ke generální stávce spolu s fotografiemi ze zásahu 17. listopadu ve výloze

Ve většině velkých měst pokračovaly demonstrace také 22. listopadu. V Bratislavě se nejprve sešlo 5 000 lidí oslavující Alexandra Dubčeka a dožadující se odstoupení vlády. Demonstrace se účastnil i sám Dubček, který vystoupil s krátkým projevem. Ve večerních hodinách se sešlo na náměstí SNP v Bratislavě až 100 000 (jiný zdroj uvádí 60 000 lidí) vyjádřit podporu demonstrujícím a požadovat společenské změny. Jako řečníci vystoupili Milan Kňažko a Ján Budaj. Na Václavském náměstí pokračovaly demonstrace, na kterých se sešlo opět přibližně 200 000 lidí. Okolo 16. hodiny začal hlavní program, v úvodu zazpívala Marta Kubišová opět „Modlitbu pro Martu“ (která zazněla i v dalších dnech), poté následovaly proslovy, ve kterých vystoupili předseda Městského výboru Československé strany socialistické Petr Mišoň, herec Petr Burian, Josef Odložil, či Jiří Černý vyzývající k pravdivým informacím ve sdělovacích prostředcích.
Po celém území Československa byly uzavřené školy, které se připojily ke stávce. Do Prahy přijížděli další členové Lidových milic, údajně se jednalo až o 17 autobusů. Později byly lidové milice na příkaz Miloše Jakeše odvolány.
Téhož dne zasedalo Federální shromáždění ČSSR, ze kterého zaznělo, že akce 17. listopadu nebyla náhodná a že byla vedena opozičními silami. Armáda se stále připravovala na vojenský zásah proti demonstrujícím. Petr Pithart napsal stávkujícím studentům dopis, ve kterém mírnil radikalismus studentů a varoval před házením všech protivníků do "jednoho pytle".

### Čtvrtek 23. listopadu

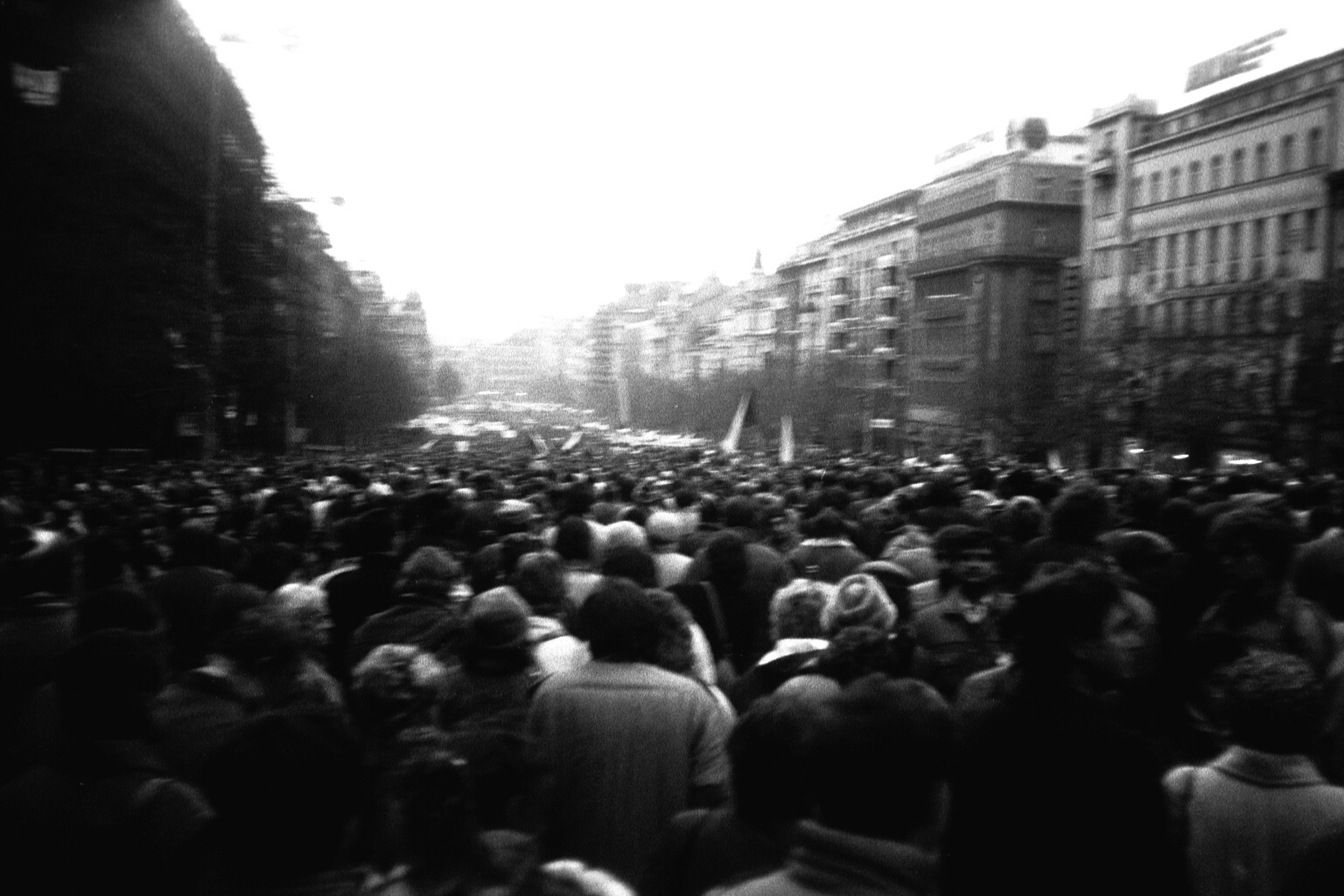
Zaplněné Václavské náměstí v Praze v jednom z listopadových dnů

Na zasedání armády dne 23. listopadu bylo odsouhlaseno, že armáda stojí jasně za ÚV KSČ a vládou. Ministr obrany Václavík dokonce navrhoval použít armádu k obnovení pořádku; návrh nebyl přijat. Došlo také k publikaci prohlášení Občanského fóra, které opět vyslovilo své požadavky, jež nebyly splněny, a vyzývalo občany k připojení se k plánované generální stávce.
Komunistický poslanec Miroslav Štěpán odjel na mítink dělníků do vysočanského podniku ČKD Lokomotiva - Sokolovo, kde v průběhu svého projevu nazval protestující studenty „patnáctiletými dětmi“ a poté byl dělníky vypískán. Později se několik tisíc dělníků z ČKD přidalo k demonstraci na Václavském náměstí.
Vypískání Miroslava Štěpána je některými zúčastněnými považováno za zlomový okamžik sametové revoluce. Do té doby totiž existovala reálná možnost, že revoluce bude vojensky potlačena. Po této události komunisté poznali, že ztratili podporu těch, na které se celá desetiletí odvolávali – pracujícího lidu. Od tohoto okamžiku komunisté víceméně jen opatrně ustupovali.
Okolo 16.00 se na Václavském náměstí odehrála do té doby největší demonstrace, které se účastnilo přes 300 000 lidí. Z balkónu vydavatelství Melantrich postupně hovořil herec Rudolf Hrušínský starší či Václav Havel. Demonstrace byla zakončena opět zpěvem státní hymny v podání Marty Kubišové a Hany Zagorové. V Brně se protestních akcí účastnilo přibližně 28 000 lidí a v Bratislavě okolo 60 000 lidí.

### Pátek 24. listopadu

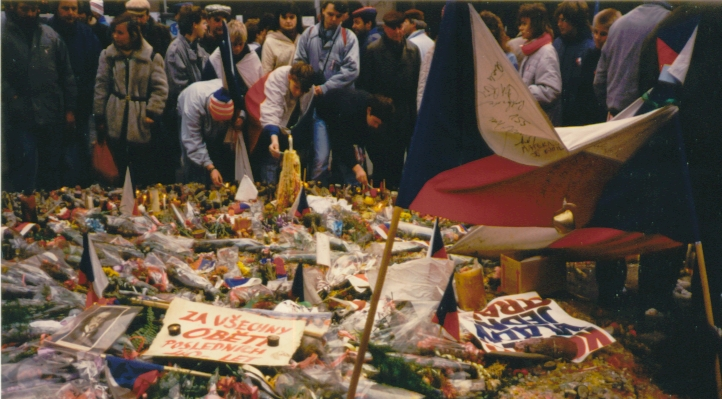
Květiny, vlajky a masy lidí na Václavském náměstí

Tento den byl ve znamení značných politických změn, ke kterým v KSČ došlo. Ústřední výbor KSČ zasedal po celý 24. listopad. Zasedání skončilo po 19:00 hodině, kdy Miloš Jakeš oznámil svoji rezignaci spolu s celým vedením ústředního výboru, která měla umožnit obměnu kádrového vedení strany. V prezidentské funkci nadále setrvával Gustáv Husák. Zpráva se dostala do hlavního stanu Občanského fóra v divadle Laterna magika v Praze během proslovu a byla veřejně přečtena, načež následovaly mohutné oslavy.
Na demonstraci v Praze na Václavském náměstí se zpíval také Svatováclavský chorál.

### Sobota 25. listopadu

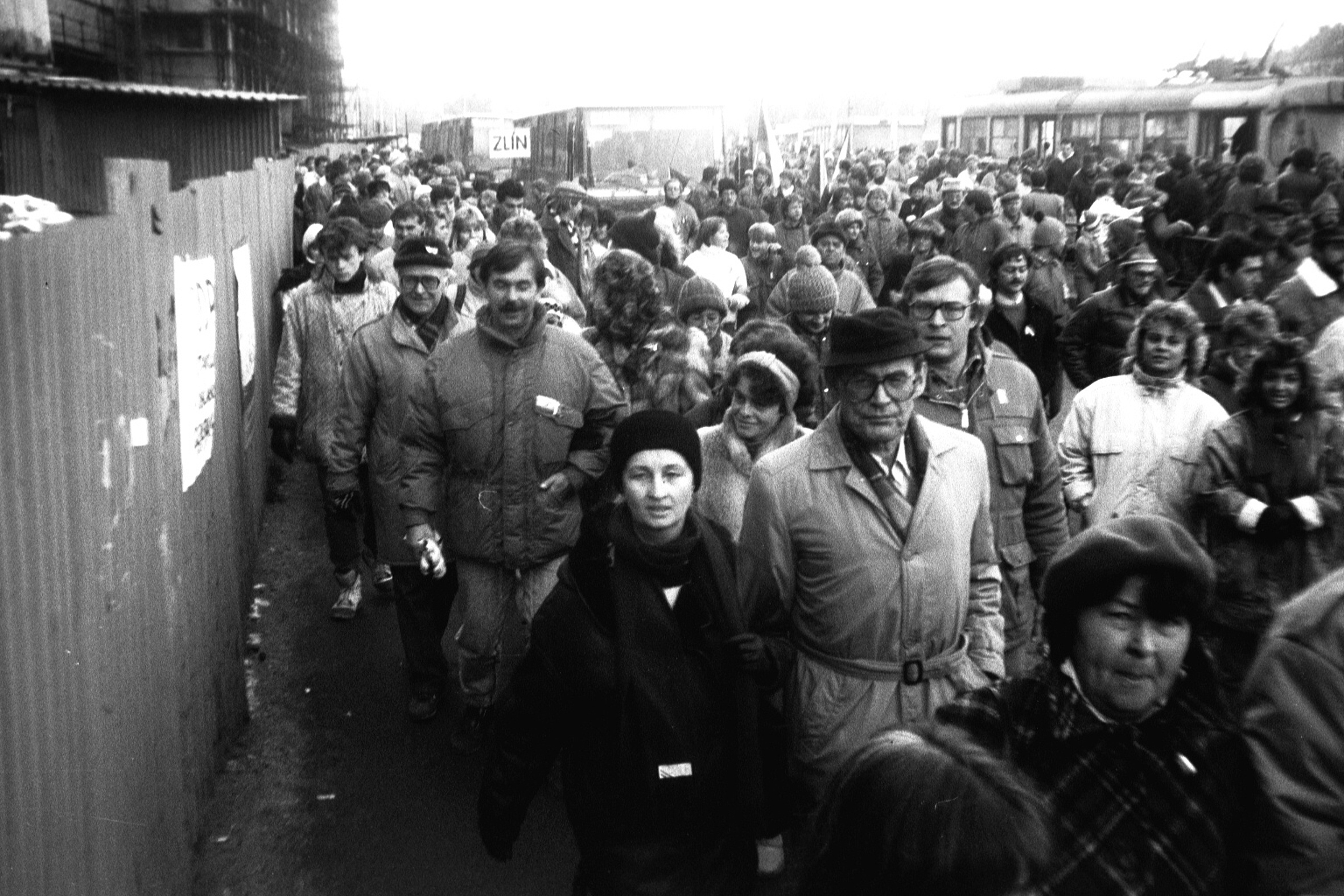
25. listopadu, dav od stanice metra Hradčanská i od katedrály proudí ulicí Obránců míru (dnes Milady Horákové) na Letenskou pláň

Jednání ústředního výboru KSČ se 25. listopadu protáhlo až do pozdních večerních hodin. Po jeho skončení okolo 3.00 se konala tisková konference, na které bylo vyjádřením Zdeňka Hořeního představeno nové vedení komunistické strany. Z vyjádření Hořeního bylo patrné, že neměl představu o požadavcích Občanského fóra, a tak konference skončila fiaskem. O hodinu a půl později se Občanské fórum vyjádřilo kriticky k novému vedení, jelikož nepovažovalo kádrové změny za dostatečné.
Na radu Federálního shromáždění tehdejší prezident republiky Gustáv Husák udělil amnestii těmto sedmi politickým vězňům: Jánu Čarnogurskému, Miroslavu Kusému, Jiřímu Rumlovi, Petru Uhlovi, Rudolfu Zemanovi, Ivanu Jirousovi, Ivanu Polanskému a amnestován byl taktéž šéfredaktor samizdatového časopisu Vokno František Stárek. Vedle tohoto doporučilo Federální shromáždění, aby do vlády byli jmenováni i nestraníci.
Dopoledne v chrámu sv. Víta sloužil kardinál Tomášek mši na počest svatořečení Anežky České. Jím podpořený dav (10 tisíc věřících v kostele a 50 tisíc před chrámem[zdroj?]) se přidal k manifestaci na Letenské pláni, kde od 14.00 demonstrovalo kolem 750 až 800 tisíc lidí, kteří vyjádřili svoji podporu Občanskému fóru. Československá televize začala dění šířit přímými přenosy a současně vydala prohlášení, že se společně s Československým rozhlasem a pražským metrem chystají podpořit generální stávku. Letná se i modlila "Otčenáš" s Václavem Malým a herec Josef Kemr pronesl, že "ďábel musí být zničen na celém světě". Během demonstrace na Letné vystoupil i Jaroslav Hutka, který přiletěl do Prahy a po několika hodinách byl vpuštěn do republiky.
Celou demonstraci přenášela Československá televize v přímém přenosu.

### Neděle 26. listopadu
Jednání funkcionářů KSČ pokračovalo také 26. listopadu. Snažili se najít východisko ze vzniklé krize a reagovat na generální stávku, která se měla konat příštího dne. Pražský primátor Zdeněk Horčík vyzval stávkující, aby zachovali provoz veřejné dopravy a služeb. Na Letenské pláni proběhla další masová akce, které se zúčastnilo přes 500 000 lidí. Mezi řečníky vystoupil jak Václav Havel, tak i Ladislav Adamec, který slíbil pokračování v politickém dialogu, ale současně odrazoval od generální stávky, čímž ztratil přízeň demonstrujících. Na závěr demonstrace byl vytvořen lidský řetěz z Letné až k Pražskému hradu.
V dopoledních hodinách v Obecním domě v Praze se vůbec poprvé tváří v tvář setkávají Václav Havel v čele delegace Občanského fóra s federálním premiérem Ladislavem Adamcem na prvních politických rozhovorech zprostředkovaných Iniciativou Most.
Večer odstoupilo předsednictvo Československé strany lidové a předalo vedení strany tzv. Obrodnému proudu, čímž tato strana jednoznačně podpořila sametovou revoluci.

### Pondělí 27. listopadu

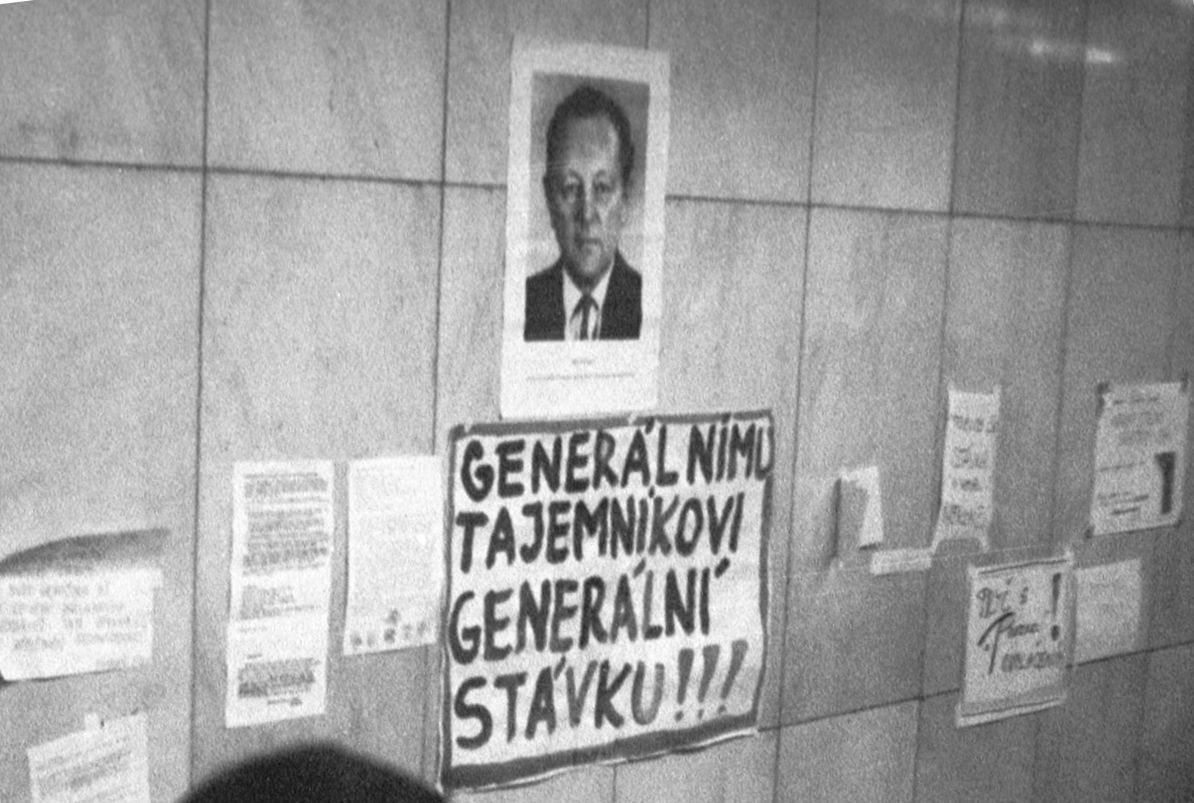
Letáky ve stanici metra na trase A

Na celém území proběhla 27. listopadu mezi 12.00 až 14.00 dlouho avizovaná dvouhodinová generální stávka, do které se zapojilo na 75 % občanů, většina podniků, továren a institucí. Provozy, ve kterých musel být nepřetržitý provoz, se ke stávce přidaly manifestačně vyjádřením solidarity. Stávka proběhla pod heslem Konec vlády jedné strany. Toho dne se na Václavském náměstí sešlo v poledních hodinách okolo 250 000 lidí a později zde dosáhl počet až 300 000.
Hymnu zazpíval Karel Kryl s Karlem Gottem.

### Do konce listopadu
Pod tlakem demonstrací a rozpadu ostatních komunistických režimů se octla i Komunistická strana Československa. Rostoucí nespokojenost občanů také přispěla k jejímu rozhodnutí vzdát se mocenského monopolu. 28. listopadu slíbil Ladislav Adamec, že připraví zcela novou vládu do 3. prosince. O den později schválilo Federální shromáždění jednomyslně zrušení ústavních článků číslo 4 a 6, týkajících se vedoucí úlohy KSČ ve společnosti a Národní fronty, a změnu článku 16 o výchově v duchu marxismu-leninismu. Tyto články umožňovaly rozhodující úlohu komunistické strany ve společnosti. Pro zrušení článku hlasovala i většina Ústředního výboru KSČ. Ke dni 30. listopadu došlo ke zrušení výuky marxismu-leninismu na vysokých školách, místo kterých měly být vyučovány společenské vědy.

## Prosinec 1989

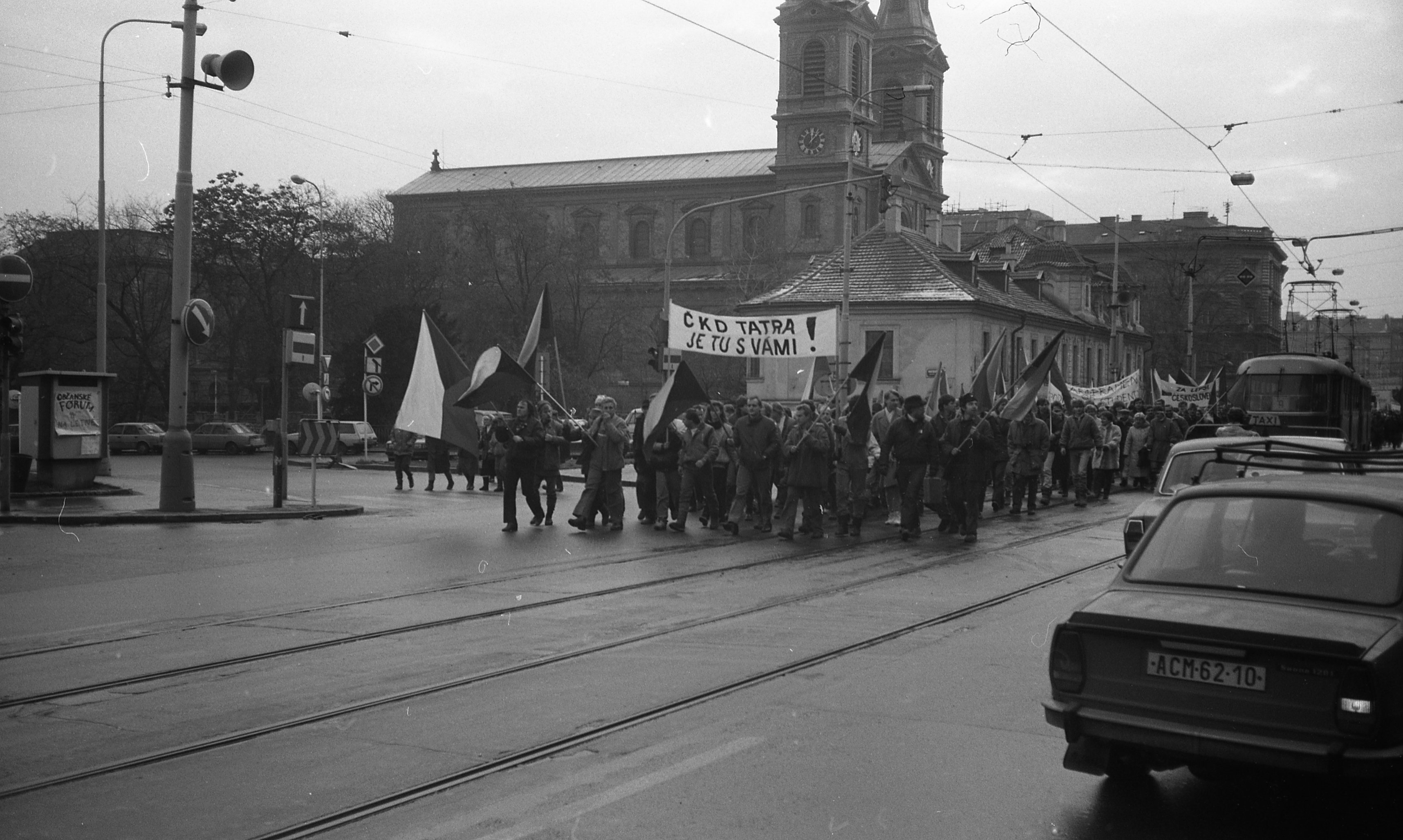
Fotografie pořízena 1. prosince na Pražském náměstí 14. října

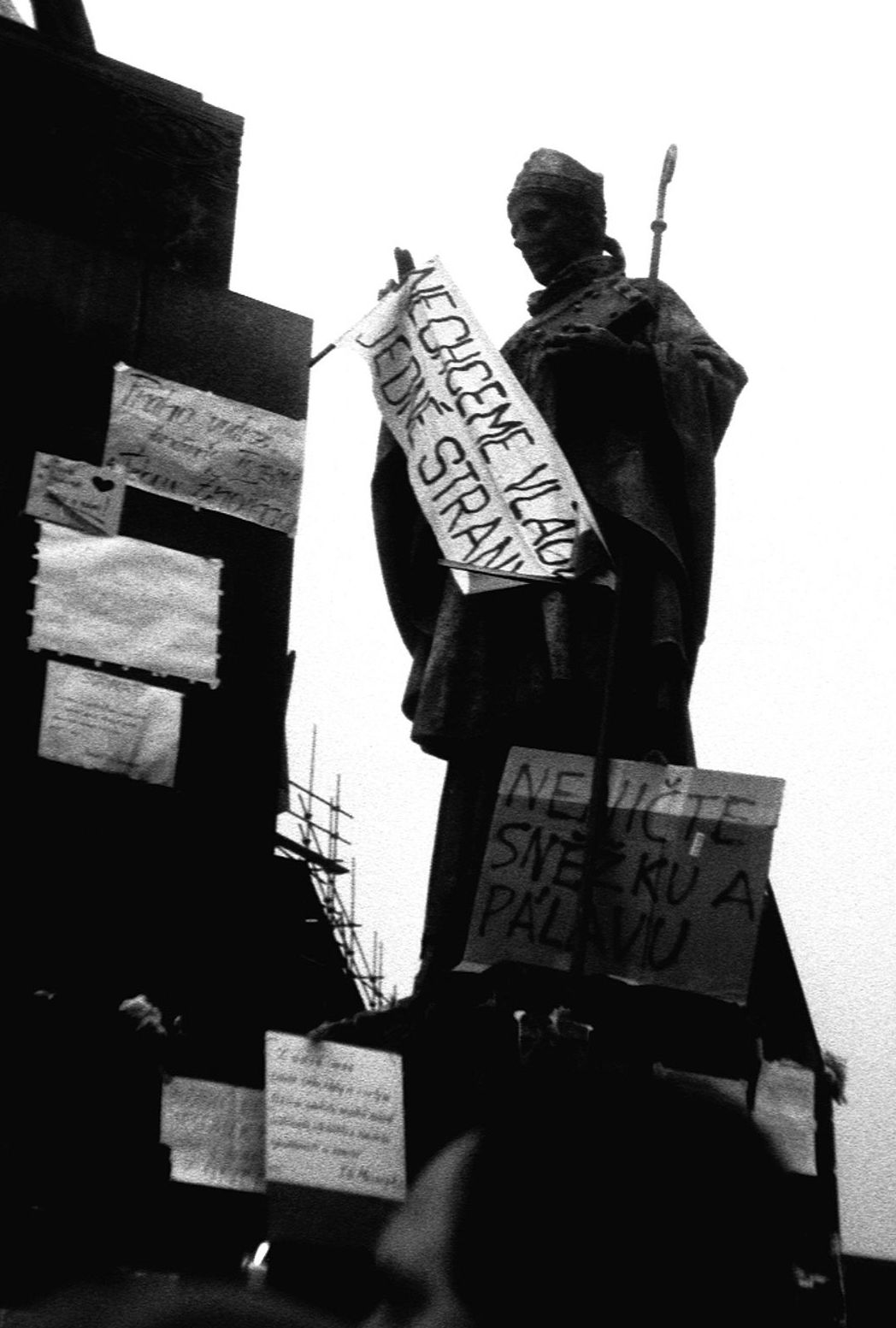
Praha, Václavské náměstí v době sametové revoluce. Pomník svatého Václava, socha svatého Vojtěcha s transparentem

Ladislav Adamec představil 3. prosince svoji obměněnou vládu, která se skládala z 15 komunistů, 1 lidovce, 1 socialisty a 3 nestraníků. Tímto krokem komunistické vedení ukázalo, že současnou situaci nechápe. Lidé již dále nechtěli, aby u moci zůstali komunisté, a požadovali zcela nové vedení. Proti nové vládě okamžitě vystoupilo Občanské fórum, které ji kritizovalo a vyslovilo, že komunistické vedení již zcela ztratilo podporu občanů. Občanské fórum dále prohlásilo, že jestliže se nová vláda složená z nadpoloviční většiny z komunistů dostane k moci, vyhlásí na 11. prosince další generální stávku. Nová vláda byla i přesto jmenována prezidentem republiky Gustávem Husákem.
Poprvé po dlouhých letech se 4. prosince otevřely hranice pro občany Československé socialistické republiky (ČSSR), kteří mohli od půlnoci svobodně vycestovat do sousedního Rakouska bez výjezdních doložek či celních prohlášení (během víkendu navštívilo Rakousko až 250 000 lidí). Ohlas veřejnosti na představenou novou vládu na sebe nenechal dlouho čekat a již tento den se konala další masová demonstrace, na které se sešly desetitisíce lidí. Závěrem demonstrace zazpíval Karel Gott s Karlem Krylem státní hymnu. Karel Kryl se mohl vrátit do republiky po 21 letech nucené emigrace. Téhož dne poprvé od 17. listopadu v televizi vystoupil s projevem prezident Gustáv Husák.
Na nátlak veřejnosti 7. prosince podal premiér Ladislav Adamec demisi. Řízením vlády, její rekonstrukcí, případně sestavením nového kabinetu, byl pověřen Marián Čalfa. I přes jisté výhrady Občanského fóra došlo k jednáním s Čalfou, za předpokladu, že bude ochoten přijmout jejich návrhy na složení budoucího kabinetu. Komunistické vedení současně zbavilo Miloše Jakeše a Miroslava Štěpána členství v komunistické straně pro jejich „hrubé politické chyby“. Občanské fórum se 8. prosince definitivně rozhodlo pro kandidaturu Václava Havla na post prezidenta.
10. prosince po 13. hodině komunistický prezident Gustáv Husák jmenoval první vládu bez převahy komunistů od jejich nástupu k moci v únoru 1948, ve které bylo 10 míst KSČ, 7 míst pro nestraníky, 2 místa pro Československou stranu socialistickou a 2 místa pro lidovce. Prezident Husák poté oznámil federálnímu shromáždění svoji demisi. StB se již připravovala na změnu režimu, takže začala likvidovat některé citlivé dokumenty v opuštěném lomu nedaleko Plzně.
Vzhledem k politickému vývoji v zemi a otevření hranic s Rakouskem předchozího dne se 11. prosince začalo s odstraňováním „železné opony“ na hranicích se Spolkovou republikou Německo a Rakouskem. S uvolňováním poměrů v republice se do země začali vracet i někteří emigranti, kteří měli po dlouhé roky uzavřený přístup do vlasti. Například 14. prosince se na návštěvu do ČSSR vydal po 50 letech emigrace významný továrník Tomáš Baťa, či 27. prosince vydavatel exilového týdeníku Pavel Tigrid.
Na mimořádném sjezdu KSČ 21. prosince bylo rozhodnuto rozpustit lidové milice. 22. prosince byla zrušena pohotovost armády. Dne 27. prosince přijela na pozvání Koordinačního centra OF první zahraniční hlava státu od zahájení revoluce, portugalský prezident Mário Soares.
Ve dnech po 13. prosinci v reakci na Husákovu demisi a na nátlak strany řada prominentních osobností režimu (Miloš Jakeš, Miroslav Štěpán, Vasil Biľak, Alois Indra, Lubomír Štrougal a další) rezignovala na své mandáty ve Federálním shromáždění. Aby nebyla ohrožena akceschopnost parlamentu a současně aby bylo možné dosadit do poslaneckých lavic zástupce opozice ještě před plánovanými svobodnými volbami, byl dne 28. prosince přijat kooptační zákon. Ten Federálnímu shromáždění umožnil zvolit na uprázdněná místa nové poslance vlastním rozhodnutím. Ještě téhož dne byli na uprázdněná poslanecká místa kooptování představitelé opozice (Michael Kocáb, Václav Benda, Zdeněk Jičínský, Alexander Dubček a další) a čerstvě kooptovaný poslanec Alexander Dubček byl zvolen předsedou Federálního shromáždění.
Dne 29. prosince 1989 byl Václav Havel ve Vladislavském sále Pražského hradu zvolen československým prezidentem a ihned poté složil prezidentský slib do rukou předsedy Dubčeka, čímž se funkce ujal. Tato událost byla vysoce choreografovaná a symbolicky významná, včetně náboženských prvků, jak podrobně analyzoval historik Martin Wein. Stal se tak po 41 letech prvním nekomunistickým prezidentem. Byl zvolen jednomyslně, a to i komunistickými poslanci, pro které byl do nedávna politickým nepřítelem. Volba Václava Havla prezidentem republiky ukončila studentské stávky.

## 1990

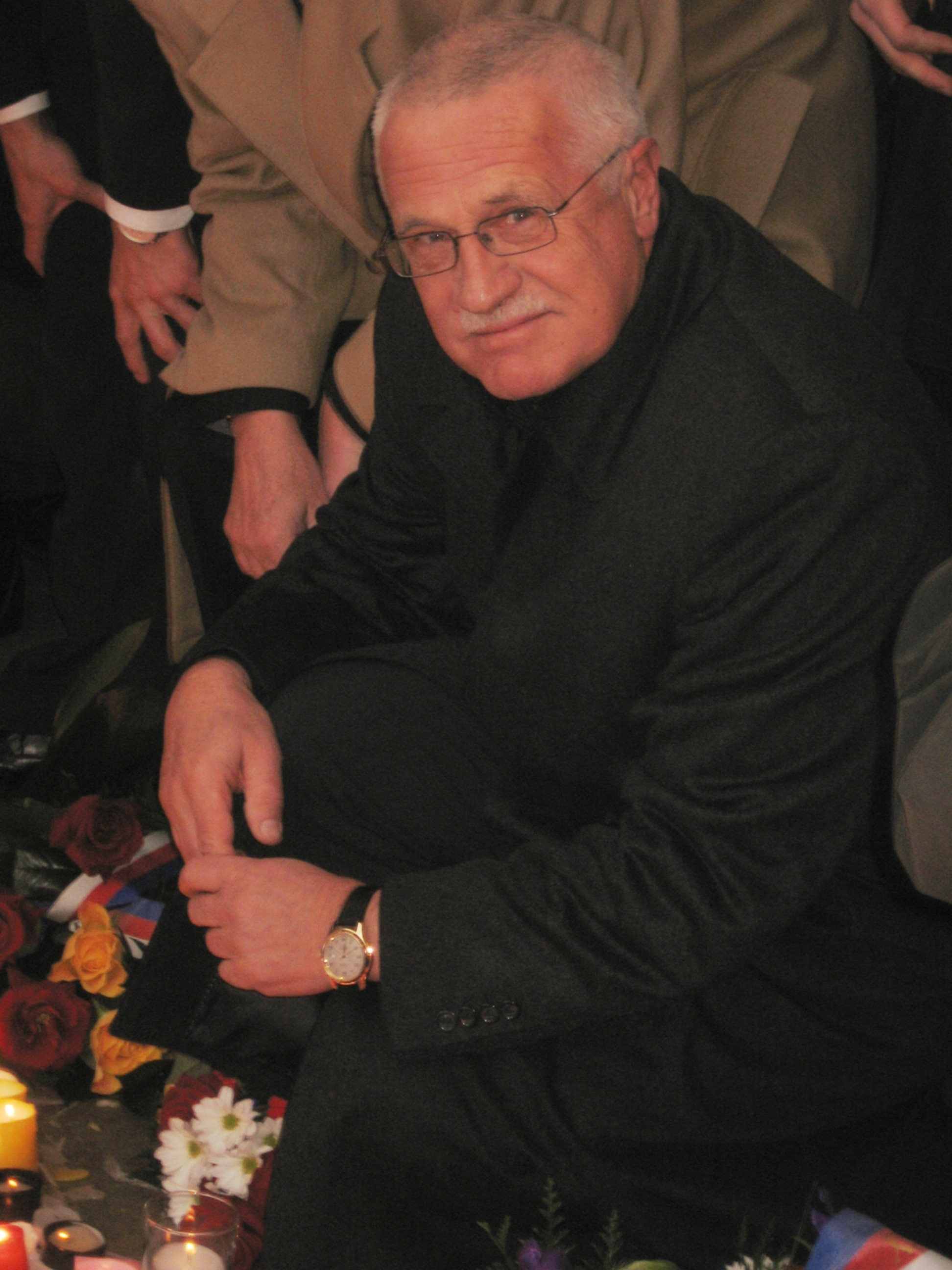
Václav Klaus pokládá květiny na Národní třídě během každoroční vzpomínkové akce

V roce 1990 docházelo k pokračování demokratizace společnosti, které mělo mít za cíl připravit půdu pro konání svobodných demokratických voleb. 1. ledna přednesl Václav Havel svůj první novoroční projev, ve kterém mimo jiné vyhlásil rozsáhlou a později kritizovanou amnestii.  Dne 23. ledna byl přijat zákon, který umožnil politickým stranám odvolat ze všech tří parlamentů i z národních výborů všech stupňů poslance, kteří neskýtali záruku demokratického působení, a umožnil až do konce března kooptace poslanců i do národních výborů. Tento zákon vyvolal silnou vlnu rezignací poslanců. Ve dnech 29. a 30. ledna byli z Federálního shromáždění skutečně politickými stranami a Národní frontou ČSSR odvoláni ti nežádoucí poslanci, kteří ještě nerezignovali. Poslední kooptace do Federálního shromáždění byly provedeny 27. února a v následujících dnech bylo na schůzi parlamentu též rozhodnuto o zkrácení volebního období a o červnových volbách.
V únoru 1990 byla uzavřena československo-sovětská dohoda o odchodu Sovětské armády z Československa, kterou podepsali v Moskvě ministři zahraničí Jiří Dienstbier a Eduard Ševardnadze za přítomnosti sovětského generálního tajemníka Michaila Gorbačova a československého prezidenta Václava Havla. Sovětský svaz vyslovil politování nad okupací Československa.
Název Československé socialistické republiky byl změněn ústavním zákonem Federálního shromáždění z 29. března 1990 „O změně názvu Československé socialistické republiky“ na Československá federativní republika.
V červnu proběhly první demokratické volby od roku 1946, které vedly k nekomunistické vládě. Občané se opět mohli rozhodovat mezi několika desítkami politických stran, které soutěžily o jejich přízeň. Nejsilnější stranou bylo stále Občanské fórum, které sdružovalo mnoho demokratických proudů. Po sečtení výsledků vyšlo Občanské fórum z voleb jako jasný vítěz, když získalo 51 % hlasů v Česku, na Slovensku zvítězilo obdobně smýšlející Verejnosť proti násiliu. KSČ ve volbách získala 13 %, čímž se již nedostala do vládnoucí pozice.

## Dozvuk a změna společnosti

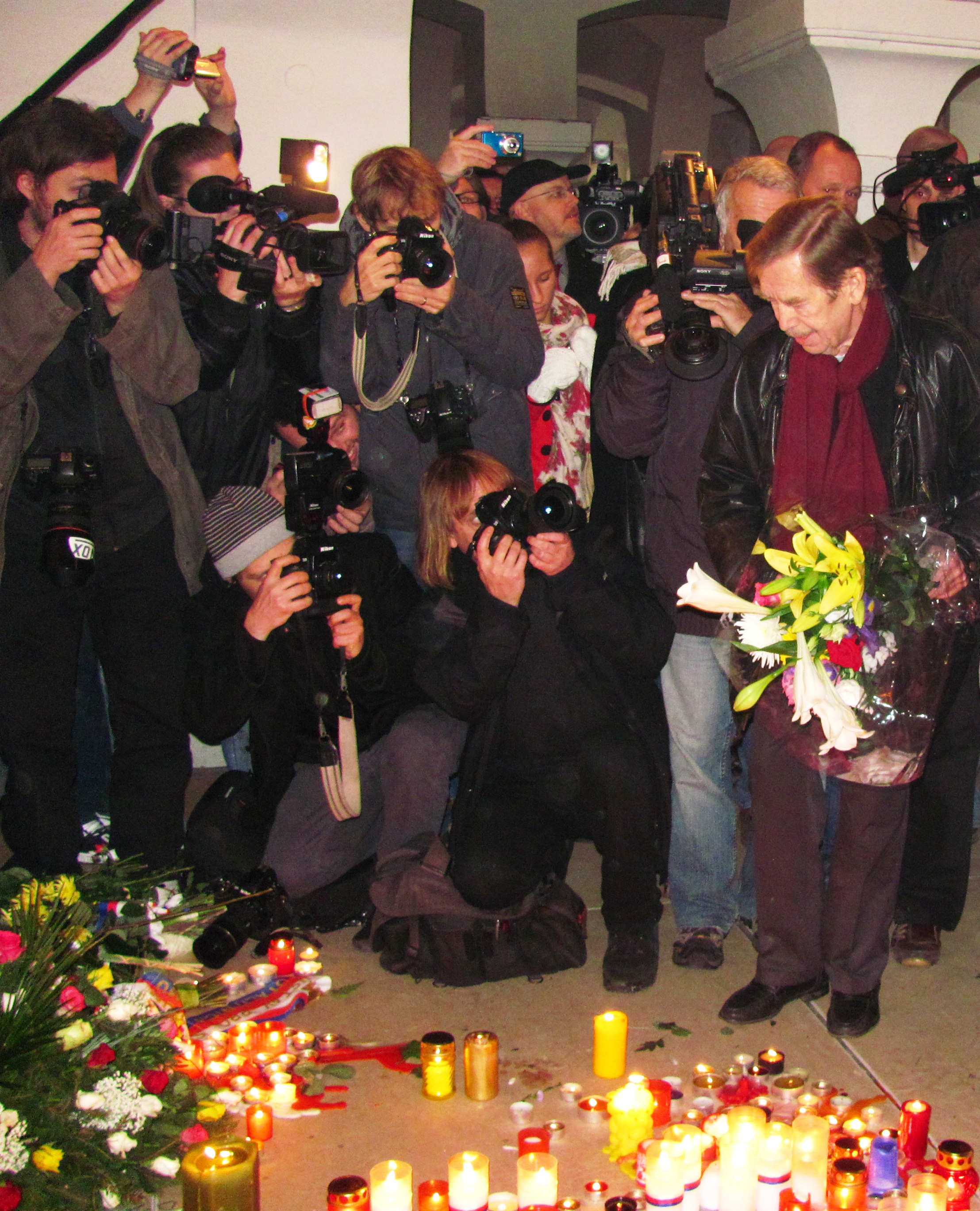
Václav Havel v roce 2010 u pamětní desky k událostem 17. listopadu 1989 na Národní třídě v Praze

Pád komunistické strany, abdikace vlády a předání moci do rukou Občanského fóra byl velmi rychlý proces, který nikdo z opozičních řad neočekával. Vzhledem k tomuto faktu nebylo Občanské fórum připraveno zcela převzít výkonnou moc nad státem, a tak muselo přistoupit na kompromisní řešení. Nepodařilo se od moci zcela odstavit komunistický aparát, jelikož opoziční síly neměly dostatek kvalifikovaných lidí. Následkem toho se stalo, že část význačných pozic byla ponechána v rukou komunistů a komunistická strana nebyla oficiálně zakázána jako totalitní. Někteří historikové označují tento stav jako druh politického obchodu Občanského fóra a KSČ, kdy zákaz komunistické strany nebyl prosazen za zvolení Václava Havla do čela státu. Soudí se, že zákaz komunistické strany mohl být vydán po volbách v roce 1990, ale návrh tehdy neprošel.
Po revoluci a upuštění od komunistického řízení státu v politickém i ekonomickém aspektu se začala československá společnost transformovat na nově vzniklé podmínky. Bylo potřeba přeměnit řízené hospodářství na tržní model, ve kterém by stát měl jen minimální možnost zasahování. Proces transformace hospodářství proběhl ve formě privatizace státního majetku a jeho převedení do soukromého vlastnictví, které proběhlo ve dvou vlnách kupónové privatizace v letech 1992 a 1994. Ústřední postavou přechodu hospodářství se stal ekonom Václav Klaus. Společně začala probíhat vlna restitucí soukromého majetku původním majitelům vyvlastněným během znárodnění.
Prohlubující nespokojenost federativní republiky Slovensko vedlo v roce 1992 k rozpadu Československa a vzniku dvou nezávislých států: České republiky a Slovenské republiky. Obě země pokračovaly ve snaze o začlenění do evropských struktur, což vedlo ke vstupu do Severoatlantické aliance (České republiky v roce 1999 a Slovenska v roce 2004) a ke společnému vstupu do Evropské unie v roce 2004.
Za zásah na Národní třídě bylo stíháno 28 příslušníků Sboru národní bezpečnosti, 11 z nich bylo odsouzeno. Pouze jeden trest (4 a půl roku odnětí svobody) byl nepodmíněný; dostal jej policista, který zbil těhotnou ženu. Velitelé zásahu dostali tříletý podmíněný trest za zneužití pravomoci veřejného činitele.

## Nejasnosti a teorie

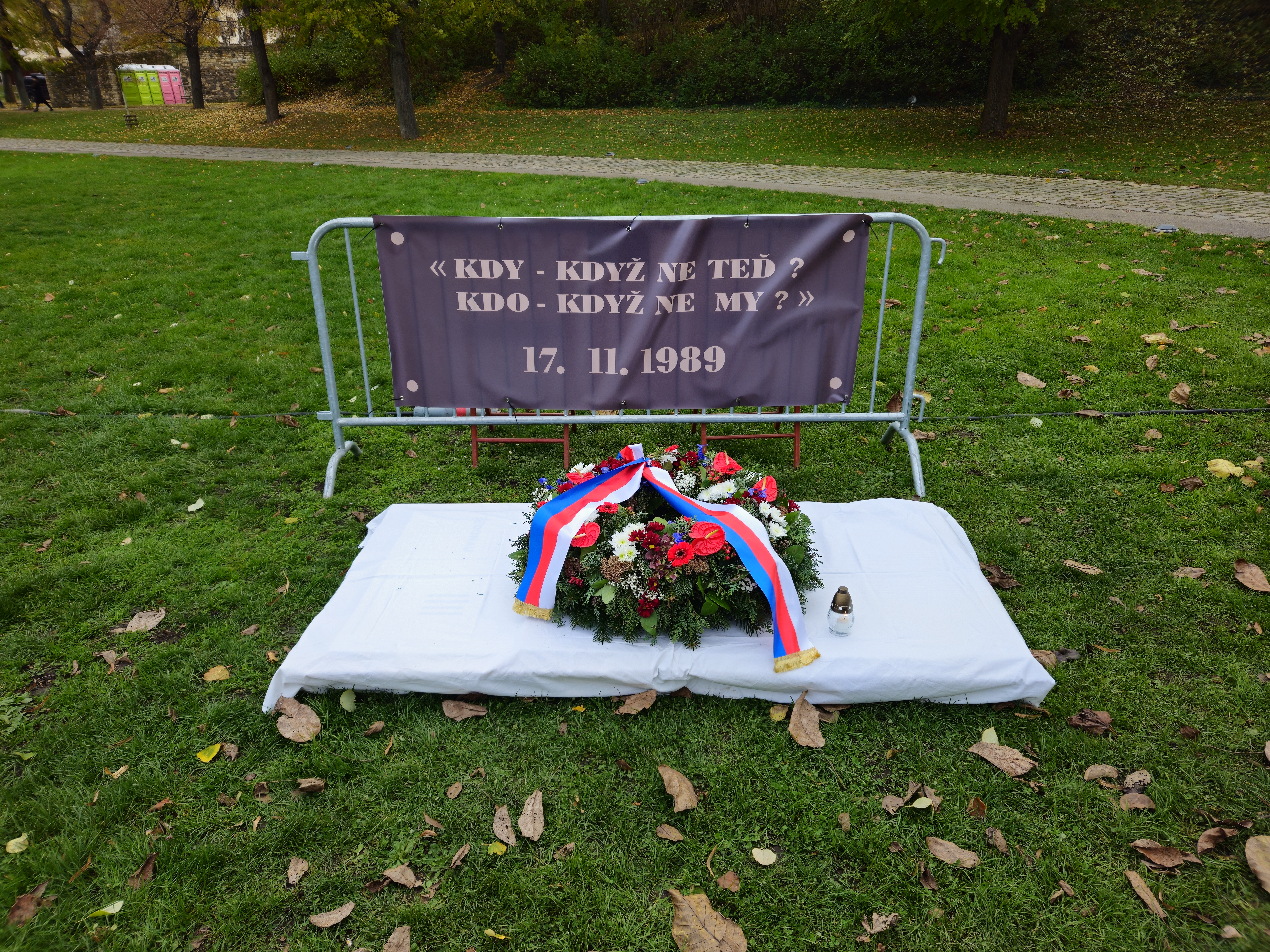
Fráze „Kdo, když ne my, kdy, když ne teď!“ je dodnes s revolucí spjata. Fotografie vznikla na Vyšehradském purkrabství, během vzpomínkové akce uspořádané ve věci 35. výročí událostí Sametové revoluce (17.11.2024).

Vyšetřovací komise pro objasnění událostí 17. listopadu 1989 konstatovala, že:
Zásah proti manifestujícím nebyl předem naplánován […] nebyl prokázán vliv KGB na událostech 17. 11. 1989 […] zásah na Národní třídě neměl vést k odstranění tehdejšího politického vedení KSČ. Jak později zveřejnil Ústav pro studium totalitních režimů, komise také zjistila, že byla sovětská armáda připravená zasáhnout na straně reformních sil.
Přesto se však do dnešních dnů vynořuje kolem sametové revoluce velká řada nezodpovězených otázek a konspiračních teorií. Nejčastěji rozebíraná otázka je, jak moc tehdejší vládní struktury spolu s StB o celé události věděly a jestli nebyla revoluce částečně připravena. Spekuluje se o tom, že tvrdý zásah ze 17. listopadu byl připraven StB a že měl být nástrojem vnitropolitického boje o moc v komunistické straně. Předpokládané demonstrace proti tomuto zásahu mohly posloužit jako páka na odvolání vládnoucích špiček a dosazení nových. Zásah však vyvolal rozsáhlou bouři nevole, přerostla do rozměrů, kdy se již nedala nikterak zastavit a ani usměrnit, čímž zapříčinila pád komunistické vlády.[zdroj?] Mezi nejčastěji uváděné body této teorie patří:
- Údajná existence druhého velitelského štábu během zásahu.[87][88]
- Údajná přítomnost sovětského generála v řídícím štábu.[88]
- Omdlení příslušníka StB Zifčáka, které bylo později interpretováno jako předstírání smrti studenta. Tato dezinformace měla údajně vyburcovat lid.[38]
- Nečinnost mocenských složek, zejména Státní bezpečnosti, které mohly revoluci potlačit silou.[87][88]
- Nečinnost Sovětského svazu.[89]

Tyto spekulace podpořil i bývalý důstojník StB Zifčák. V roce 2009 v jednom rozhovoru například Zifčák uvedl, že u StB měl na starosti studentské hnutí a podílel se na založení "Nezávislého studentského hnutí", které demonstraci na Albertově svolalo a tuto informaci předalo do Svobodné Evropy (dle Zifčáka financované CIA) a Hlasu Ameriky. Dále konstatoval, že měl s kolegy úkol průvod navést směrem na Václavské náměstí a sehrát mrtvého studenta, což údajně přiznal také Zifčákův nadřízený major Petr Žák. Šířeni zprávy měla zajistit Drahomíra Drážská, která byla údajně členem Zifčákovy skupiny. Při výslechu na vojenské prokuratuře v roce 1990 ovšem Zifčák původně uvedl, že si vymýšlí. Sama Dražská v rozhovoru v roce 2009 přiznala, že si zprávu o zabití studenta vymyslela, a odmítla, že by byla spolupracovnicí StB.
Jiné verze tvrdí, že sametová revoluce byla více či méně organizovaným předáním moci, při kterém vlastně k žádné zásadnější mocenské změně nedošlo.
Dalším předmětem spekulací je do jaké míry bylo revolucí přeměněno personální obsazení postů nejvyšších představitelů státu. Osobní účast na vládnutí v Československé či České republice i po revoluci častokrát měli bývalí členové KSČ (např. český prezident Miloš Zeman, Jan Fischer – premiér úřednické vlády 2009 – 2010, Josef Tošovský – premiér úřednické vlády 1998, Petr Pithart – premiér vlády ČR 1990 – 1992 či agenti a spolupracovníci StB Richard Sacher – první polistopadový ministr vnitra byl spolupracovník vojenské kontrarozvědky (součást Státní bezpečnosti) umožnil skartovat velké množství dokumentů StB, Dušan Tříska – architekt kupónové privatizace a agent StB).

## Osobnosti listopadu 1989
| Jméno a příjmení  | Stručná charakteristika / Profese                                      | Aktivity související se sametovou revolucí |
| ----------------- | ---------------------------------------------------------------------- | --- |
| Václav Havel      | Osobnost Charty 77; disident; pozdější prezident                       | Václav Havel byl znovu zatčen v lednu 1989 a odsouzen k nepodmíněnému trestu 9 měsíců za přípravu jakož i osobní účast na připomínce 20. výročí upálení se studenta historie a politické ekonomie Filozofické fakulty Univerzity Karlovy Jana Palacha. V květnu 1989 byl propuštěn na podmínku poté, co mu byl (po dovolání) trest snížen. V listopadu 1989 byl iniciátorem a vedoucí osobností Občanského fóra (OF). V prosinci 1989 byl Federálním shromážděním zvolen do funkce prezidenta ČSSR. V období od 29. prosince 1989 do 20. července 1992 zastával funkci (v pořadí již devátého) prezidenta Československa. Václav Havel byl rovněž vůbec prvním prezidentem České republiky. Tuto funkci vykonával po dvě prezidentská volební období (tj. deset let) a to od 2. února 1993 do 2. února 2003. |
| Marta Kubišová    | Zpěvačka                                                               | Marta Kubišová nesměla od roku 1970 veřejně vystupovat, hudební nosiče s jejími písněmi nesměly být vydávány, distribuována ani prodávány. Hudbě se proto přestala věnovat a pracovala v komunální administrativě. Její píseň Modlitba pro Martu byla v listopadu 1989 symbolem sametové revoluce. |
| Alexander Dubček  | Politik                                                                | Alexander Dubček podpořil v listopadových dnech jak Občanské fórum (OF) tak i Verejnosť proti násiliu (VPN). V pořadí šestým předsedou Federálního shromáždění ČSSR / ČSFR byl od 28. prosince 1989 do roku 1992. |
| Valtr Komárek     | Ekonom                                                                 | Valtr Komárek zastával od roku 1984 funkci ředitele Prognostického ústavu. V listopadu 1989 spolupracoval s Občanským fórem a 10. prosince 1989 se stal prvním místopředsedou tzv. vlády národního porozumění premiéra Mariána Čalfy (od dubna 1990 místopředseda vlády ČSFR). Vládní post zastával do června 1990. |
| Ladislav Adamec   | Politik                                                                | Během sametové revoluce byl Ladislav Adamec předsedou vlády ČSSR (rezignoval na tuto funkci 7. prosince 1989). Ladislav Adamec byl prvním představitelem tehdejší státní moci, který osobně (tváří v tvář) jednal s tehdejšími představiteli opozice. |
| Václav Malý       | Římskokatolický teolog                                                 | Václav Malý byl v roce 1981 mluvčím Charty 77 a od roku 1988 pak členem Československého helsinského výboru. Prvním mluvčím Občanského fóra (OF) se stal v roce 1989. |
| Milan Kňažko      | Herec                                                                  | Jako výraz nesouhlasu s politikou tehdejšího komunistického režimu vrátil Milan Kňažko (jako jediný umělec) v bývalé ČSSR čestný titul Zasloužilý umělec. V Listopadu 1989 spoluorganizoval mítinky v Bratislavě. |
| Rita Klímová      | Překladatelka, diplomatka                                              | Rita Klímová zastávala v letech 1989 až 1990 funkci mluvčí Občanského fóra, organizovala tiskové konference prezidenta Václava Havla a rovněž tlumočila do a z angličtiny. (Přivedla do Občanského fóra Václava Klause). Po sametové revoluci vstoupila do diplomatických služeb. Od dubna 1990 do roku 1991 byla také první velvyslankyní Československa a České republiky ve Spojených státech amerických. |
| Šimon Pánek       | Výkonný ředitel společnosti Člověk v tísni                             | Šimon Pánek – během sametové revoluce v roce 1989 studentský aktivista – byl vůdčí osobou v několika stávkách organizovaných proti komunistickému režimu. |
| Karel Kryl        | Písničkář a básník                                                     | Karel Kryl se z emigrace vrátil do Československa 30. listopadu 1989. Karel Kryl byl v letech 1968 až 1989 hlavním představitelem československého protikomunistického protestsongu. |
| Jiří Dienstbier   | Novinář                                                                | Jiří Dienstbier byl jeden z prvních signatářů Charty 77 a v letech 1979 a 1985 byl také mluvčím Charty 77. Po listopadu 1989 se Jiří Dienstbier stal československým ministrem zahraničních věcí (tuto funkci zastával v období od 10. prosince 1989 do 2. července 1992). |
| František Tomášek | Římskokatolický duchovní                                               | František Tomášek otevřeně vystupoval na obranu lidských práv. Na podzim roku 1989 se nabídl, že bude zprostředkovatelem jednání mezi vládou a opozicí. |
| Miroslav Štěpán   | Politik                                                                | Miroslav Štěpán byl dne 23. listopadu 1989 jako tehdejší člen předsednictva ÚV KSČ na shromáždění dělníků v ČKD vypískán. Od tohoto okamžiku bylo komunistům jasné, že pomoci a podpory pro stávající komunistický režim se u dělnické třídy nedočkají. |
| Petr Uhl          | Novinář                                                                | Byl to právě Petr Uhl, který telefonátem do redakce českého vysílání rádia Svobodná Evropa předal informaci, že během zásahu komunistických represivních složek proti demonstrujícím na Národní třídě dne 17. listopadu 1989 byl zabit student Martin Šmíd. |
| Michael Žantovský | Překladatel, novinář                                                   | Michael Žantovský patřil mezi zakládající členy Občanského fóra (OF) a od prosince 1989 byl tiskovým mluvčím OF. Funkci mluvčího a poradce prezidenta Václava Havla vykonával od ledna 1990 do července 1992. |
| Jiří Černý        | Hudební kritik                                                         | Jiří Černý pořádal během let normalizace v Československu kontaktní klubové poslechové pořady (zvané Antidiskotéky či Ro(c)kování). V listopadových dnech roku 1989 moderoval některé protestní demonstrace. |
| Jiří Bartoška     | Herec, ředitel Mezinárodního filmového festivalu Karlovy Vary (MFF KV) | Jiří Bartoška byl jedním ze spoluzakládajících členů Občanského fóra. Byl to právě Jiří Bartoška, kdo dne 10. prosince 1989 na Václavském náměstí v Praze (na tam konané demonstraci) oznámil kandidaturu Václava Havla na prezidenta ČSSR. |

## Filmografie
- Něžná revoluce, Krátký film Praha, 1989 (na DVD vydaly Levné knihy a.s. v licenci v roce 2009)